# Schloss Nordkirchen

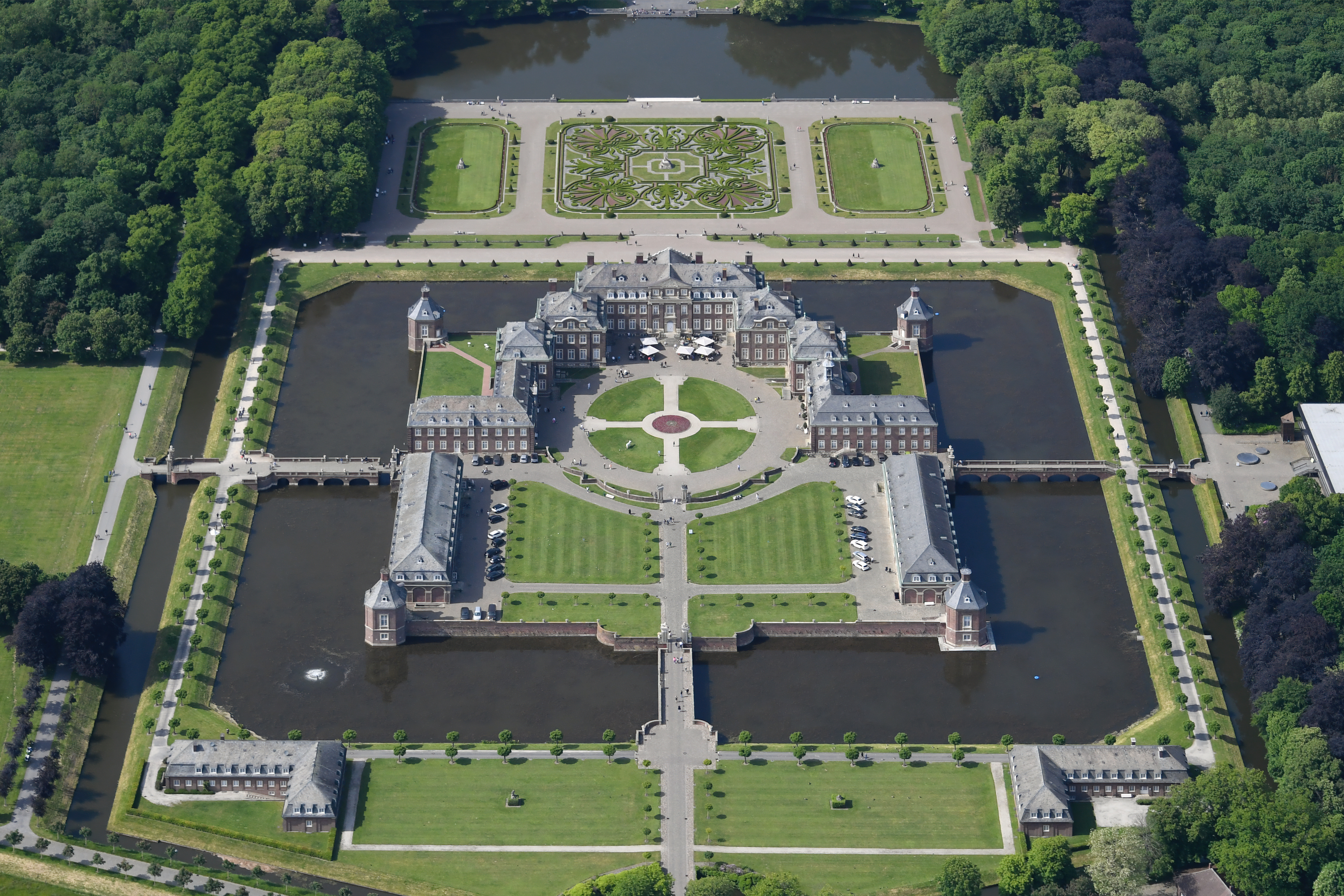
Schloss Nordkirchen, Luftbild

Schloss Nordkirchen ist eine ehemalige Residenz der Fürstbischöfe von Münster in der westfälischen Gemeinde Nordkirchen. Die barocke Dreiflügelanlage wurde 1703 bis 1734 im Auftrag von Friedrich Christian von Plettenberg nach Entwürfen von Gottfried Laurenz Pictorius und Johann Conrad Schlaun erbaut. Hervorzuheben sind das Vestibül, der Festsaal und die Schlosskapelle. Mit der Oranienburg, der Orangerie und dem Schlosspark bildet das „westfälische Versailles“ ein bedeutendes Ensemble.

## Geschichte

### Überblick

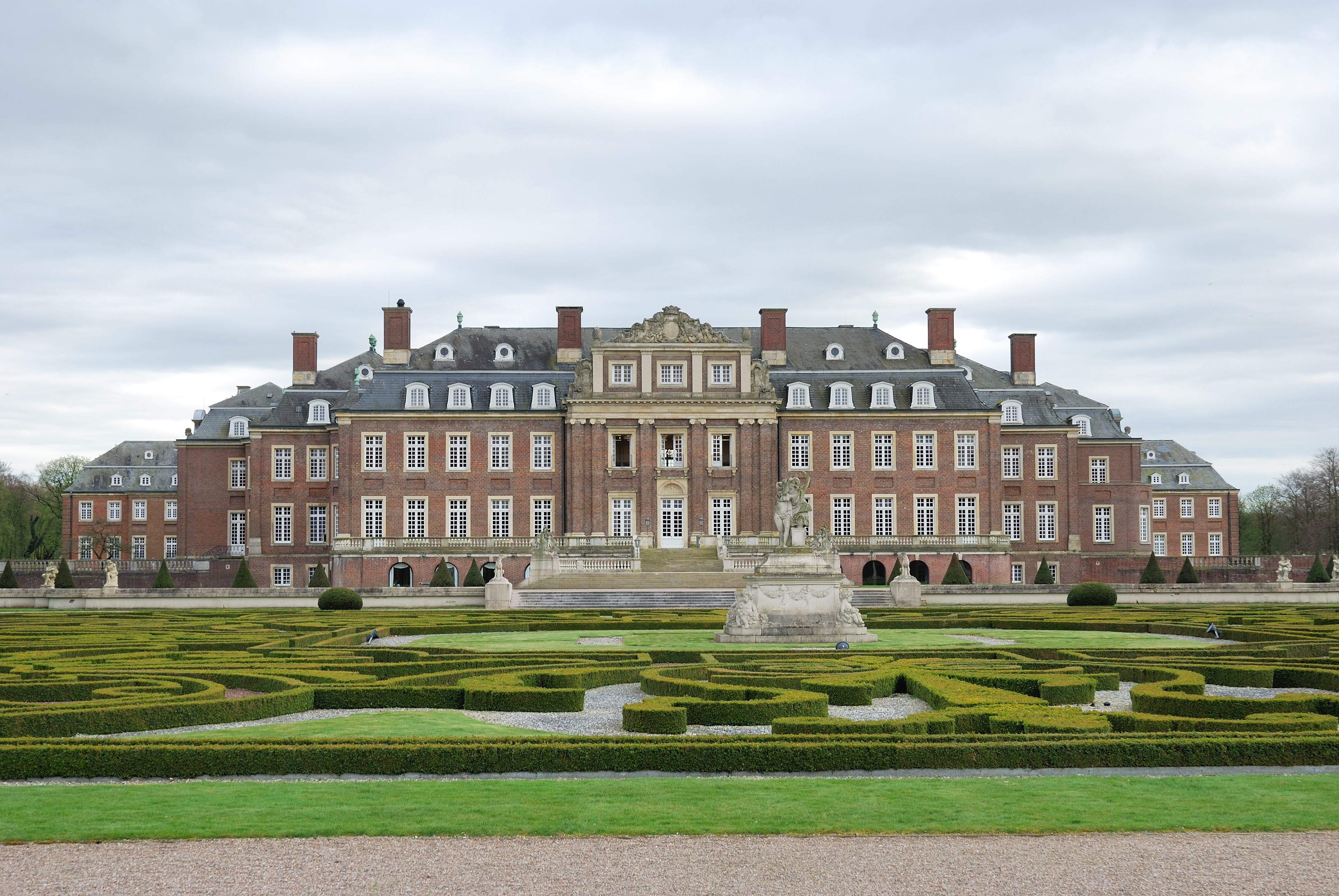
Schloss Nordkirchen, Ansicht der Gartenseite

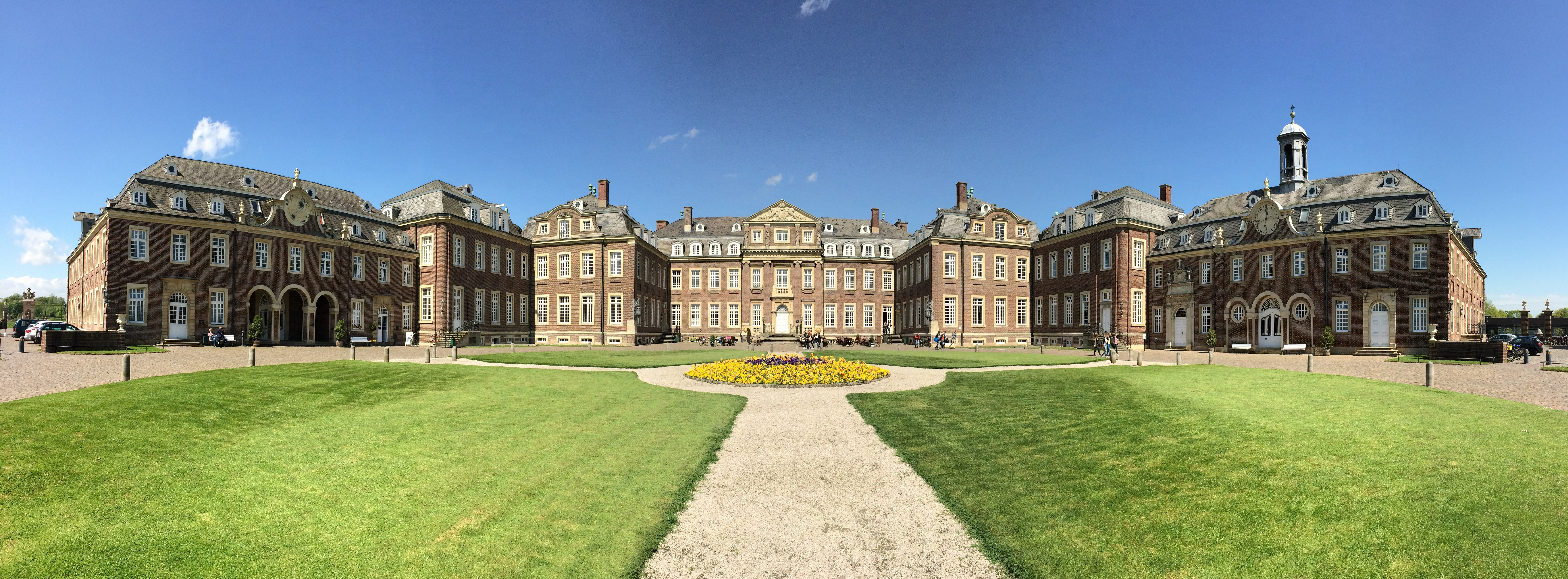
Schloss Nordkirchen: die symmetrischen Hauptgebäude von Süden

Die Ursprünge des heutigen Schlosses liegen in einer Wasserburg der Familie Morrien, die Gerhard III. von Morrien zu Beginn des 16. Jahrhunderts zu einem der am stärksten befestigten Wasserschlösser des Münsterlandes ausbauen ließ. Nach dem Aussterben der männlichen Familienlinie verkauften die Erben die Anlage 1694 an Friedrich Christian von Plettenberg, den Fürstbischof von Münster. Seine Familie ließ das Schloss im 18. Jahrhundert zu einer repräsentativen, barocken Residenz umgestalten. Die Bauarbeiten (1703 bis 1734) wurden zunächst von Gottfried Laurenz Pictorius geleitet, ab 1706 wirkte auch sein Bruder Peter Pictorius der Jüngere mit. Johann Conrad Schlaun war ab 1723 zunehmend in die Planungen eingebunden und ersetzte dann Peter Pictorius als örtlichen Bauleiter.
Der Nordkirchener Schlossgarten zählte zu den berühmtesten Schlossgärten Europas. Schlossherr Ferdinand von Plettenberg (1690–1737) hinterließ einen hochverschuldeten Besitz, den nachfolgende Generationen nur mit Mühe unterhalten konnten. Als diese Linie der Familie von Plettenberg 1813 im Mannesstamm ausgestorben war, ging das Eigentum des Anwesens über die Erbtochter Maria von Plettenberg auf ihren Sohn Miklós Esterházy de Galántha (1839–1897) über. Er ließ Veränderungen im Garten und an den Innenräumen vornehmen. Nach seinem Tod verkauften seine ungarischen Verwandten die Anlage 1903 an den Herzog Engelbert-Maria von Arenberg (1872–1949). Er ließ die mittlerweile heruntergekommenen Gebäude sanieren und modernisieren und vergrößerte das Hauptgebäude. Den großen Schlossgarten ließ er zum Teil wiederherstellen und erweitern. Nach dem Ende des Zweiten Weltkriegs nutzte die Familie das Schloss nicht mehr als Wohnsitz und die Anlage verfiel allmählich.
1949 mietete das Land Nordrhein-Westfalen das Schloss und betrieb in den zwischenzeitlich einsturzgefährdeten Schlossgebäuden nach einer ersten Renovierung ab 1950 seine Landesfinanzschule, aus der später die Fachhochschule bzw. heutige Hochschule für Finanzen Nordrhein-Westfalen entstand. 1958 kaufte das Land die Schlossinsel samt Hauptgebäude sowie einen Teil des Schlossparks und startete eine langjährige Restaurierungskampagne, die 1991 mit der Wiederherstellung der barocken Venusinsel nördlich des Schlosses ihren vorläufigen Abschluss fand. Erweiterungsbauten für die Fachhochschule wurden insbesondere 1970/1971 an den Rändern des Schlossparks errichtet.
Das denkmalgeschützte Wasserschloss liegt 28 Kilometer südlich von Münster auf dem Gebiet der Gemeinde Nordkirchen im nordrhein-westfälischen Kreis Coesfeld. Es ist die größte und bedeutendste Barockresidenz Westfalens, gilt darüber hinaus als Hauptwerk des westfälischen Barock, und wird aufgrund seiner Ausmaße und architektonischen Gestaltung auch als das „westfälische Versailles“ bezeichnet. Die Anlage ist Teil der 100-Schlösser-Route. Schloss und Park wurden von der UNESCO als „Gesamtkunstwerk von internationalem Rang“ für schutzwürdig erklärt. Die Gebäude beherbergen heute die Fachhochschule für Finanzen Nordrhein-Westfalen mit rund 1000 Studierenden. Im Gewölbekeller ist ein Restaurant untergebracht. Einige Bereiche des Schlosses sind für Besucher freigegeben und können im Rahmen von Führungen besichtigt werden. Im Jahr 1988 machten 50.000 Besucher von dieser Möglichkeit Gebrauch. Der Schlosspark ist für die Öffentlichkeit zugänglich. Die Schlosskapelle kann für Trauungen gemietet werden.

### Anfänge

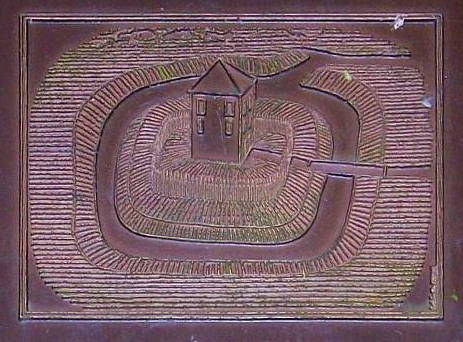
Rekonstruktion der Motte im Hirschpark

Schloss Nordkirchen geht – wie fast alle Wasserschlösser Westfalens – auf eine mittelalterliche Wasserburg zurück. Schon im frühen Mittelalter gab es dort einen Oberhof, den Liudger, der erste Bischof von Münster, um 800 gemeinsam mit 33 dazugehörigen Unterhöfen von Karl dem Großen erhalten und dann der neu gegründeten Abtei Werden geschenkt hatte. Die Vogteirechte darüber lagen nach 1225 bei den Grafen von der Mark, die sie anscheinend an die Herren von Lüdinghausen verlehnt hatten. Erstes in Nordkirchen urkundlich nachweisbares Familienmitglied war Johann I. von Lüdinghausen, genannt Morrien, dessen Familie ab 1275 auch den Werdener Oberhof zu Lehen trug. Er gehörte zur Burgmannschaft der bischöflichen Landesburg Botzlar sowie des Bispinghofs in Münster und bewohnte später ein „festes Haus“, dessen Standort östlich des heutigen Schlosses im sogenannten Hirschpark vermutet wird. Dabei handelte es sich wahrscheinlich um eine kleine Motte nördlich der heutigen Straße nach Capelle nahe dem Gorbach, während der Oberhof an einer Stelle im heutigen Schlosspark lag, die Morriensches Loch genannt wird. Johanns Sohn Johann II. legte den Namen von Lüdinghausen endgültig ab und erwarb um 1350 die Erbmarschallswürde des Hochstifts Münster von Conrad von Rechede. Die von Morrien stellten somit den Anführer der Ritterschaft des Hochstifts und den Vorsitzenden der Landtage im Münsterland.

### Besitz der Familie von Morrien (1368 bis 1694)
Johann III. von Morrien ließ nahe dem Dorf Nordkirchen an der Stelle des heutigen Schlosses ab 1398 einen neuen Familiensitz errichten. Da dieser als Wasserburg geplant war, wurde ein künstlicher See ausgehoben, der sich aus einem natürlichen Quellhorizont speiste.
Das 15. Jahrhundert brachte für die Familie Morrien eine ständige Steigerung ihres Ansehens und ihrer Macht. 1444 erhielt Gerhard II. von Morrien den Werdener Oberhof mit allem Zubehör für sich und seine Familie „auf ewige Zeiten in Erbpacht“. Die Gegenleistung dafür war nur ein sehr geringes Jahresgeld. Ab etwa 1528 ließ Gerhard III. von Morrien den Familiensitz als Schloss neu bauen und dabei erweitern. Um es vor Angriffen mit modernen Feuerwaffen zu schützen, wollte er es mit einem weitläufigen Verteidigungssystem aus Wällen und Wassergräben umgeben. Um dafür Platz zu schaffen, hatte er bereits 1524 die um das Jahr 1000 gebaute Dorfkirche abreißen lassen, die nach langem Rechtsstreit 1536 an ihrem heutigen Platz neu errichtet wurde. Ein Steinkreuz im Schlosspark markiert den einstigen Kirchenstandort. Auch das Dorf musste aus strategischen Gründen den neuen Festungswerken der Wasserburg weichen und wurde 1530 rund 500 Meter weiter nördlich neu angelegt.

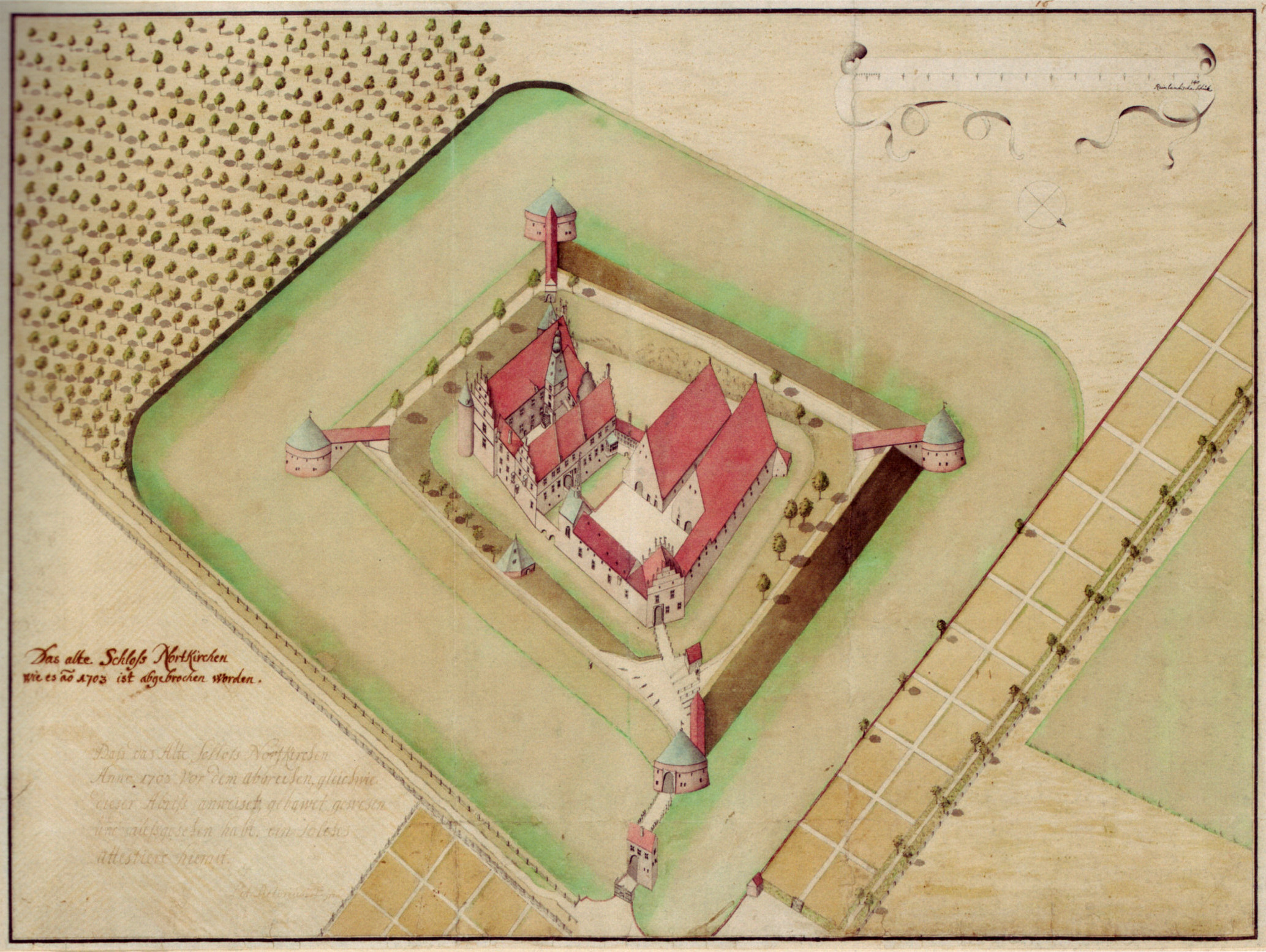
Das alte Schloss Nordkirchen vor dem Abbruch 1703, Vogelschau von Peter Pictorius d. J., um 1703

Der Schlossneubau war ein Werk des Coesfelder Baumeisters Henric de Suer und seines Sohnes Johann, die schon das Schloss Herten für die Familien Stecke und Nesselrode erbaut hatten. Der Schlossteich wurde dabei erweitert und in eine rechteckige Form gebracht. Nach Fertigstellung in den 1530er Jahren war die Anlage rund 150 Jahre lang eines der am stärksten befestigten Wasserschlösser des Münsterlandes. Peter Pictorius der Jüngere zeichnete ihr Aussehen 1703 (als die Bauarbeiten begannen) in einer colorierten Zeichnung mit Vogelperspektive. Demnach bestand das Schloss aus einer Vorburg mit Torhaus, Kapelle und Wirtschaftsgebäuden wie Stallungen, Brauhaus und Marstall sowie einer südlich davon gelegenen Kernburg. Beide Teile lagen auf eigenen Inseln. Die Hauptburg bestand aus einem Herrenhaus am Südrand der Kernburginsel mit gotischen Fialgiebeln und runden Türmen an den südlichen Ecken. An der zum Hof gewandten Nordfassade stand ein großer Treppenturm mit steilem Helm und Zwiebelhaube. Parallel zum Herrenhaus stand an der Nordseite der Insel ein weiterer Trakt mit Treppengiebeln. Die beiden Flügel waren durch Verbindungsbauten an den Ost- und Westseiten miteinander verbunden. Die Gebäude waren allseitig von einer Innengräfte umgeben, der ein hoher Wall mit vier wuchtigen Batterietürmen an den Ecken vorgelagert war. Das Material für den Bau des Walls stammte aus der breiten Außengräfte, die das Erdwerk an allen vier Seiten umgab. Die dreigeschossigen Ecktürme hatten ein Kegeldach mit einer Wetterfahne auf ihrer Spitze. Bei einem Durchmesser von ca. 24 Metern waren ihre Mauern bis zu fünf Meter dick. Der nordöstliche von ihnen diente als Torturm, von dem eine Holzbrücke zum Torhaus der Vorburg mit seinen fialenbesetzten Treppengiebeln führte. Das letzte Stück der Brücke war dabei als Zugbrücke ausgeführt.
Im Jahr 1561 löste Gerhard IV. von Morrien die Erbpacht der Nordkirchener Lehen des Klosters Werden ab. Es gelang ihm also, Nordkirchen aus dem Lehnsverhältnis zur Kirche zu lösen und die Besitzungen zum Allodial seiner Familie zu machen. Dieses überstand den Dreißigjährigen Krieg vollkommen unbeschadet, denn – soweit bekannt – wurde das Schloss nie angegriffen. Trotzdem gab es im Kriegsjahr 1627 Aufregung in Nordkirchen. Johann IV. von Morrien brachte seine Familie damals in arge Schwierigkeiten, denn obwohl er selbst Kämmerer des Bischofs Ferdinand I. von Bayern und damit eines katholischen Landesfürsten war, betrieb er die Anwerbung zweier Regimenter für Christian IV., den protestantischen König von Dänemark. Weil dieser als Landesfeind galt, wurde Johann IV. des Landesverrats angeklagt und für schuldig befunden. Alle seine Güter im Hochstift wurden konfisziert. Er selbst kam zwar wieder frei, starb aber am 30. März 1628 bei einem Sturz vom Pferd, ohne vom Dänenkönig jemals das von ihm vorgestreckte Geld zurückzuerhalten. Seine Witwe, Anna Sophia von Limburg-Styrum zu Borculo, konnte für ihre Kinder die Aufhebung der Enteignung bewirken, indem sie zum katholischen Glauben übertrat. Anna Sophias älterer Sohn Ferdinand wurde 1670 in den Reichsfreiherrenstand erhoben. Als er 1688 starb, kam Schloss Nordkirchen als Erbe an seinen jüngeren Bruder Johann Bernhard. Der aber starb am 11. Januar 1691 ebenfalls kinderlos, und so fiel der Besitz an die acht noch lebenden Kinder von Juliana Adolpha Sophia von Morrien, der älteren Schwester Ferdinands und Johann Bernhards, die mit dem Freiherrn Ferdinand von Weichs zu Roesberg verheiratet war. Weil keiner der Erben seine Geschwister auszahlen konnte, um alleiniger Herr auf Nordkirchen zu werden, entschlossen sich die Erben zum Verkauf der Anlage. Maria Sophia von Weichs und ihr Mann, Graf Jakob von Hamilton, waren bei dem Verkauf federführend.

### Eigentum der Familie von Plettenberg (1694 bis 1833)

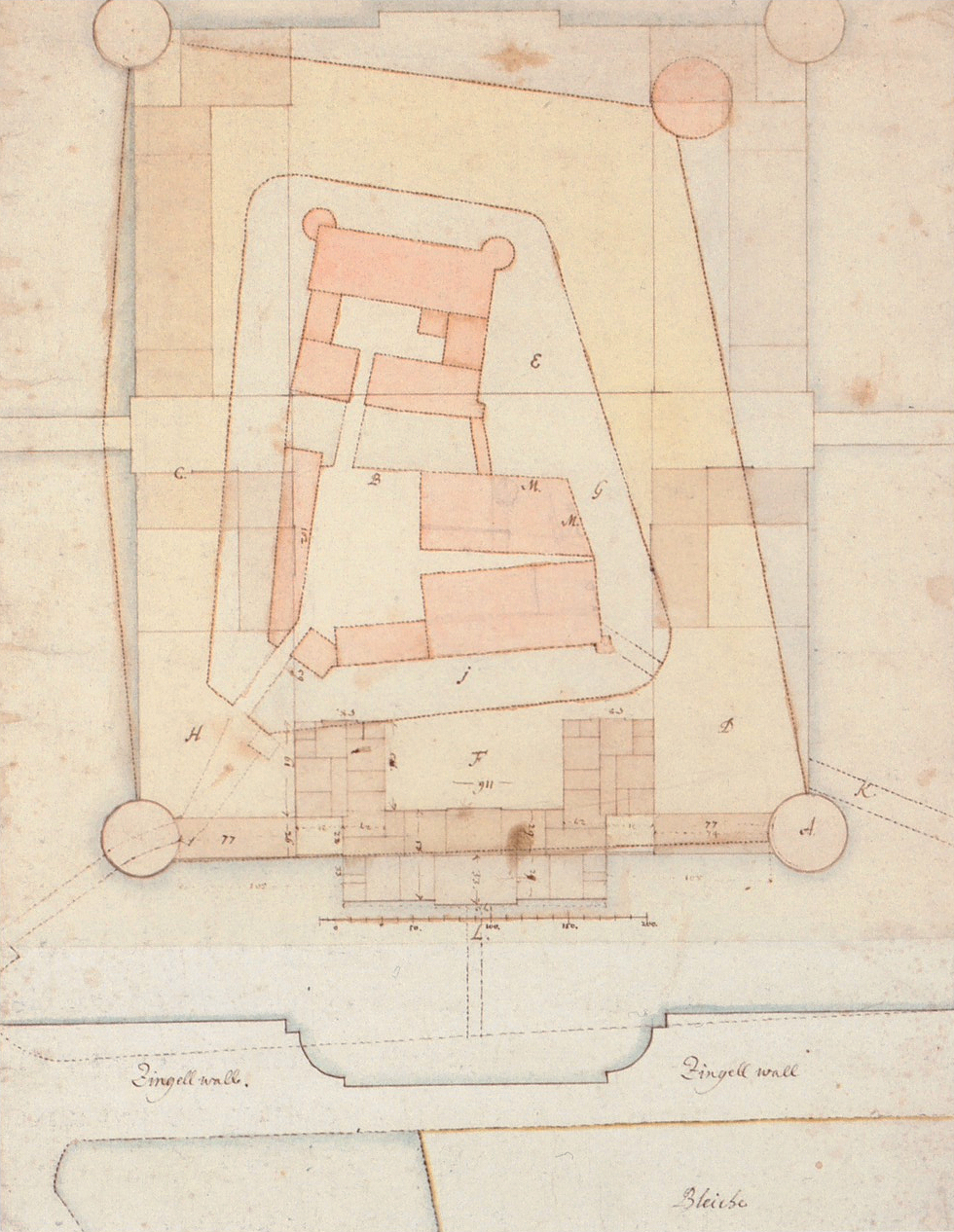
Dispositionsentwurf für den Schlossneubau; zu erkennen sind das alte Schloss und der geplante Neubau

Der Fürstbischof von Münster, Friedrich Christian von Plettenberg-Lenhausen, erwarb das landtagsfähige Gut Nordkirchen am 24. Oktober 1694 für 250.000 Reichstaler und vergrößerte den Besitz sowie den Einflussbereich durch Zukauf weiterer Ländereien und Gerichtsbarkeiten in der Umgegend. Anschließend brachte er ihn am 15. September 1695 in einen mit seinen lebenden vier Brüdern begründeten Familienfideikommiss ein. Danach begann er damit, das bestehende Wasserschloss zu einem repräsentativen Stammsitz seiner Familie auszubauen, denn bisher besaßen die von Plettenberg nur altertümliche Herrensitze im Sauerland. Für den geplanten Umbau und die Modernisierung der vorhandenen Gebäude engagierte er 1697 Gottfried Laurenz Pictorius, der anfänglich nur kleinere Umbauten vorsah. Ab März wurde Pictorius bei den Planungen durch den aus Den Haag stammenden Jacob Roman unterstützt. Er war Hofarchitekt des Statthalters der Niederlande und hatte zusammen mit Daniel Marot für Wilhelm III. von Oranien das Schloss Het Loo in der Nähe von Apeldoorn errichtet, das als Vorbild für den Neubau diente. Ab 1699 arbeitete auch Pictorius’ jüngerer Bruder Peter an den Nordkirchener Plänen mit. Ein Entwurf, zu dem zusätzlich Steven Jacobsz Vennekool Anregungen gegeben hatte, fand 1702 endlich die Zustimmung des Kirchenfürsten und wurde von ihm zur Ausführung genehmigt. Er sah nicht mehr nur einen Umbau der bestehenden Gebäude vor, sondern deren Abriss und einen vollständigen Neubau im Stil des französischen Barock-Klassizismus.

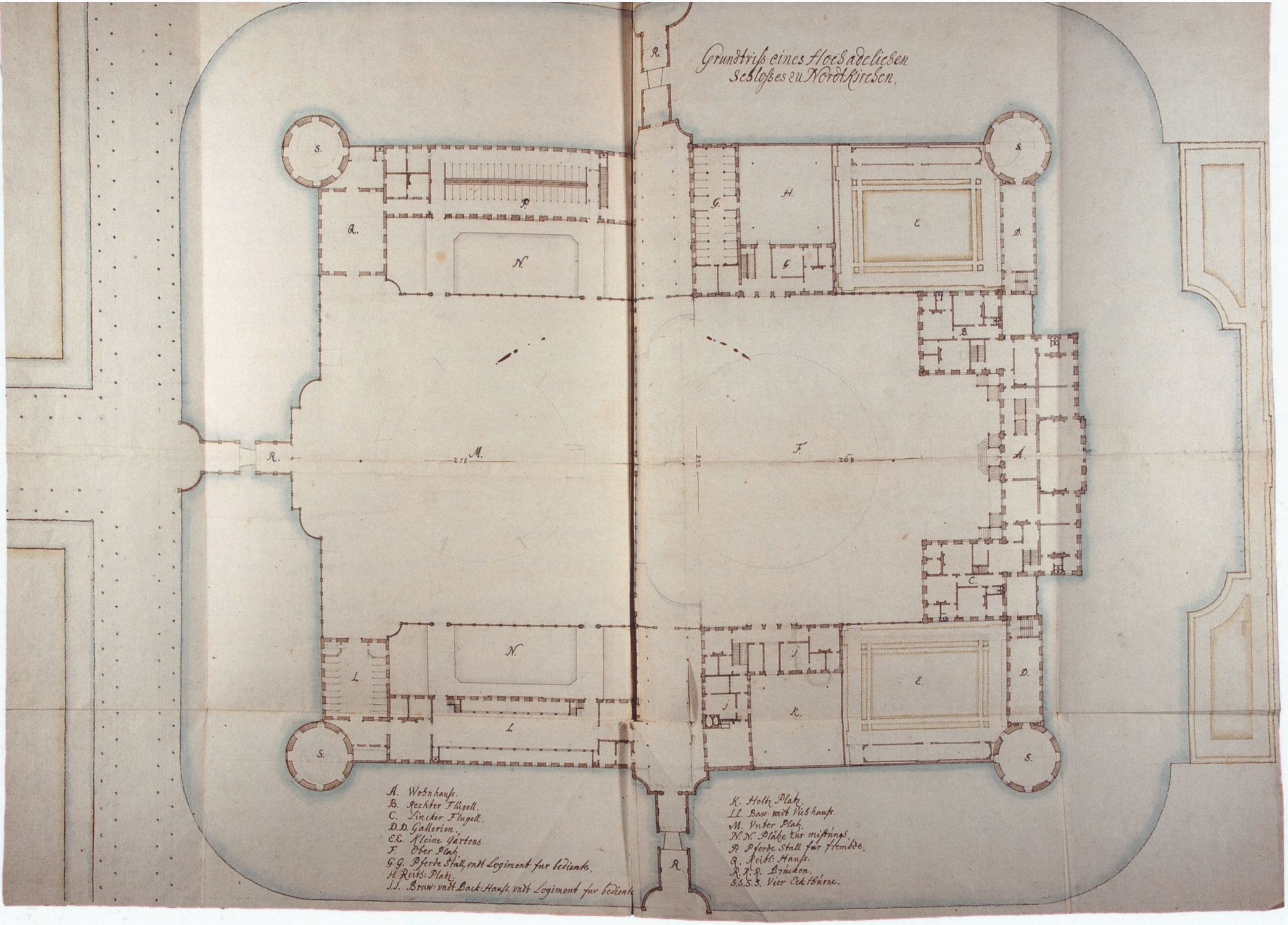
Generalplan für den Schlossneubau von Gottfried Laurenz Pictorius, 1703

Die feierliche Grundsteinlegung fand am 13. Juni 1703 im Beisein des Bauherrn statt. Zuvor waren in der Zeit von 1700 bis 1702 die alten Vorburggebäude niedergelegt worden; mit dem Bauschutt wurde der Graben zwischen der Kernburg- und Vorburginsel verfüllt. Die daraus entstandene neue und größere Schlossinsel wurde erhöht und zu einem gleichmäßigen Rechteck gestaltet. Die sie umgebende Außengräfte wurde begradigt und die hohen Dämme wurden abgetragen. Eine ganze Kompanie seiner Soldaten ließ der Fürstbischof für die gewaltigen Erdbewegungen in Nordkirchen antreten. In den folgenden Jahren wurde bis 1706 die Kernburg abgerissen. Ihre Steine fanden beim Bau des neuen Schlosses Verwendung. Trotz des Todes Friedrich Christian von Plettenbergs im Mai 1706 gingen die Bauarbeiten ungehindert weiter. Die Aufsicht über die Baustelle übernahm sein Bruder, der Dompropst Ferdinand von Plettenberg, der als Vormund für den Erben des Fürstbischofs, den 18-jährigen Werner Anton von Plettenberg, fungierte. Nachdem Werner Anton im Juni 1711 unerwartet an einer Lungenkrankheit verstorben war, ging das Erbe auf seinen jüngeren Bruder Ferdinand über, der ebenfalls unter der Vormundschaft seines Onkels stand. Als dieser 1712 verstarb, wurde Ferdinand mit 22 Jahren alleiniger Herr von Nordkirchen. Der Bau war derweil so weit fortgeschritten, dass bereits mit der Innenausstattung des Corps de Logis sowie der Seitenflügel begonnen worden war. Westlich der Gebäude lag ein von 1704 bis 1707 angelegter formaler Garten im holländischen Stil. Er wurde durch sich kreuzende Wege in rechteckige Kompartimente unterteilt und besaß an den beiden westlichen Ecken runde Türme. Die mächtigen Batterietürme an den Ecken der Schlossinsel hatten achteckigen Pavillons weichen müssen.
Ferdinand von Plettenberg führte das Werk seiner Vorgänger fort. 1714 wurde die Schlosskapelle im nach ihr benannten Kapellenflügel an der Ostseite der Schlossinsel fertiggestellt. Das Viehhaus im einstigen Vorburgbereich konnte 1716, der 1712 begonnene Pferdestall mit Reithaus und Kutschenremise 1720 vollendet werden. Im Jahr 1718 ließ der Schlossherr den Bau einer Orangerie im Westgarten beginnen, die heute Oranienburg genannt wird. Die Entwürfe dazu stammten von Peter Pictorius dem Jüngeren und sahen auch eine Nutzung als Gartenkasino vor. Etwa im gleichen Jahr fand die Ausstattung der Repräsentationsräume im Erdgeschoss des Corps de Logis ihren Abschluss. 1719 war die Schlossanlage Schauplatz eines kostspieligen Feuerwerks, das anlässlich des Besuchs des frisch gewählten Fürstbischofs von Münster und Paderborn, Clemens August von Bayern, gezündet wurde. Es war das erste private Feuerwerk in Westfalen. In den Folgejahren machte der Schlossherr eine glänzende Karriere am Hofe des Fürstbischofs, dem er 1723 die Wahl zum Erzbischof von Köln sichern konnte. Als Dank dafür ernannte Clemens August von Bayern ihn zum Premierminister seiner Fürstentümer. 1724 folgte die Erhebung in den Reichsgrafenstand durch Kaiser Karl VI. Plettenberg war zu jener Zeit die einflussreichste und mächtigste Persönlichkeit am kurfürstlichen Hof. Die damit verbundenen Einkommen investierte er unter anderem wieder in sein Schloss Nordkirchen, wo 1723 zum ersten Mal Johann Conrad Schlaun aktiv war. In den nachfolgenden Jahren wurde dieser zusehends in die Planungen einbezogen und ersetzte schließlich Peter Pictorius den Jüngeren als Bauleiter vor Ort.

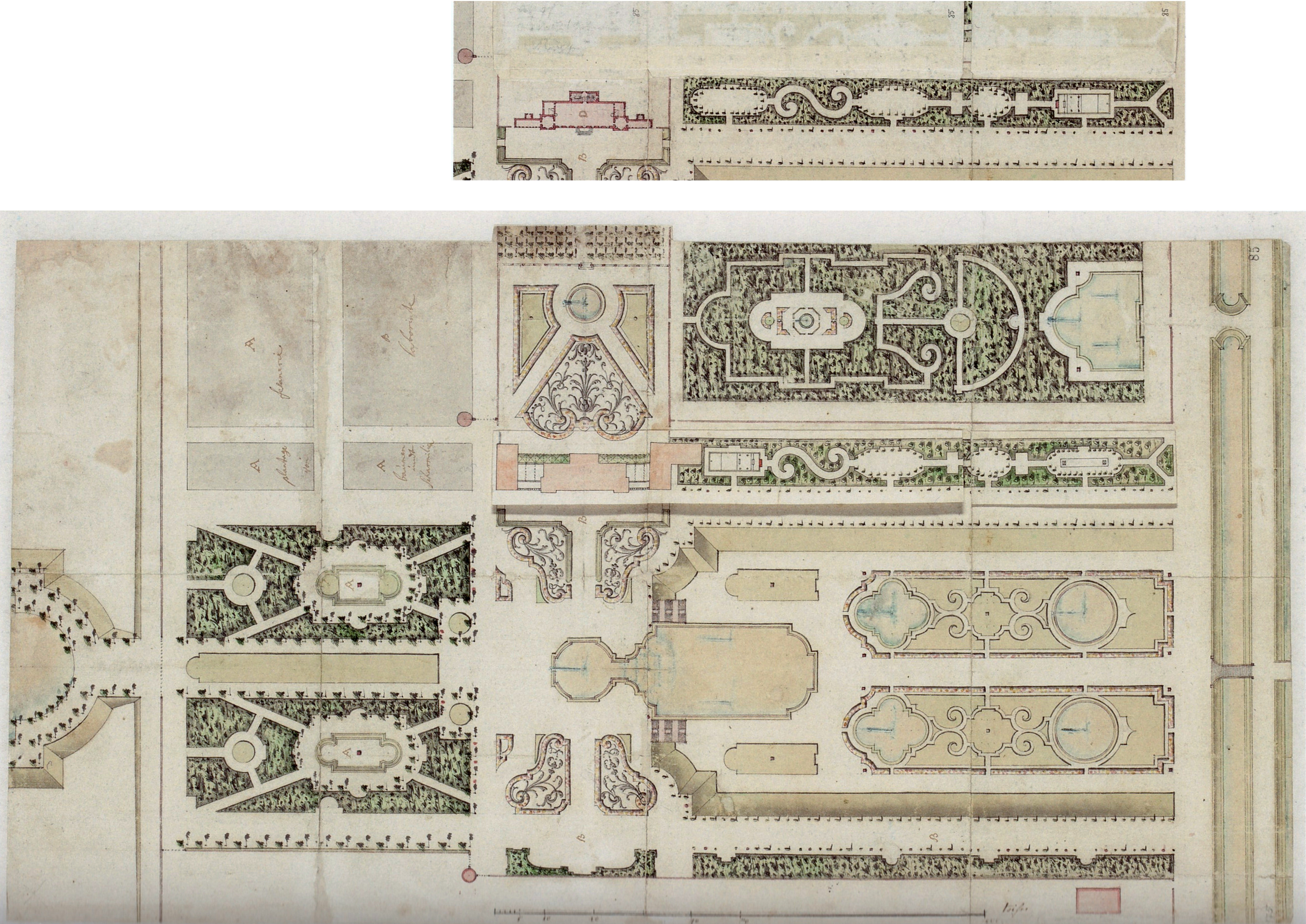
Zeichnung des Westgartens von Johann Conrad Schlaun und Dominique Girard, 1725

Unter seiner Führung begann 1725 eine großzügige Umgestaltung des Schlossgartens und der südlichen Vorwerkinsel. Dazu zählte unter anderem der Ausbau der Oranienburg zu einem zweigeschossigen Sommerschloss mit Festsaal. Das Gebäude wurde dazu um eine Etage aufgestockt und seiner Nordseite ein Vorbau für ein Treppenhaus angefügt. Die Fassade war bereits im Dezember 1725 fertig, die Innenausstattung des neuen Obergeschosses dauerte aber noch bis 1732 an. Da die Oranienburg ihre ursprüngliche Funktion als Orangerie nun nicht mehr erfüllen konnte, errichtete Schlaun ab 1729 ein neues Orangeriegebäude weiter westlich im derweil umgestalteten und vergrößerten Garten. Die Entwürfe zu dessen Neuplanung im streng französischen Stil lieferte der kurbayerische Wasserbau-Ingenieur und Garteninspektor Dominique Girard, ein Schüler André Le Nôtres. Er hatte bereits die Gärten der Schlösser Nymphenburg, Schleißheim, Augustusburg in Brühl und des Wiener Belvederes geplant. Für den neuen Garten mussten erhebliche Mengen Erde bewegt und aufgeschüttet werden, um die nötigen planen Flächen zu erhalten, denn er sollte nach seiner Vollendung in etwa die doppelte Größe besitzen. So wurde aus dem von Pictorius geplanten Garten im holländischen Stil ab 1727 eine weitläufige Anlage mit Boulingrins, Wasserbassins mit Fontänen, Wasserkaskaden, einem höher gelegenen Broderieparterre und tapis verts genannten Rasenstreifen. Dazu kamen Teiche, Boskette und Kabinettgärtchen mit Baumsälen. Nördlich der Oranienburg wurde ein weiterer Parterregarten mit dreieckiger Broderiefläche angelegt, westlich des Sommerschlosses entstand ab 1728 ein Irrgarten. Vor der neuen Orangerie lag ein symmetrisch gestalteter Gemüsegarten mit quadratischem Grundriss, der jedoch kein Nutzgarten war. Die zum Verzehr gedachten Gemüse wurden in Nutzgärten östlich und nördlich des neuen Schlosses kultiviert. Zum Nordkirchener Barockgarten gehörte auch eine Fasanerie, deren Gebäude nach Entwürfen Schlauns in der Zeit von 1717 bis 1719 erbaut wurde. Sie ersetzte einen Vorgängerbau Peter Pictorius’, dessen Standort bis heute nicht ermittelt werden konnte. Neben Fasanen wurden dort unter anderem Pfauen, Wachteln, Tauben, Ägyptische und Englische Hühner sowie Kanarienvögel gehalten. Der neue Westgarten war üppig mit Gartenskulpturen ausgestattet und wurde 1727 durch eine neue Brücke mit der Schlossinsel verbunden. Nach Beendigung aller Arbeiten war er einer der schönsten und berühmtesten Gärten Europas. Südlich schloss sich der von 1704 bis 1724 angelegte Tiergarten an, der den Schlossbewohnern als künstliches Jagdrevier diente.
Ab etwa 1730 entstand bis 1735 beim Schloss unter der Leitung Johann Conrad Schlauns ein weiterer Garten, zu dem Schlaun selbst die Entwürfe lieferte. Nördlich des Hauptgebäudes entstand entlang der Mittelachse unter Einbezug eines alten Teichs der sogenannte Nordgarten. In dessen Zentrum lag ein Kabinettgarten mit einem von hohen Hecken eingefassten Wasserbassin, das von in Form geschnittenen Eiben umgeben war. Auf einer Halbinsel gelegen, konnte dieser Garten nur von zwei Seitendämmen im Osten und Westen erreicht werden, nicht jedoch direkt vom Schlossgebäude aus. Eine Terrasse mit zwei Parterres und runden Fontänenbecken, diverse Gartenskulpturen und Rasenflächen mit baumbestandenen Plätzen sowie zwei diagonal verlaufende, alleenartig gestaltete Dämme rundeten den Nordgarten ab. Zeitgleich leitete Schlaun auch Umgestaltungen im Inneren des Corps de Logis. Nach seinen Plänen wurden das Speisezimmer und die Wohnräume des Schlossherrn durch führende Bonner Hofkünstler, wie zum Beispiel den Kunstschreiner Heydeloff oder die Stuckateure Carlo Pietro Morsegno sowie die Brüder Carlo Pietro und Giovanni Domenico Castelli, verändert. Das Speisezimmer erhielt dabei eine weiß-goldene Ausstattung im Stil des Régence, die erste ihrer Art in ganz Westfalen. Das dabei geschaffene Interieur ist neben dem Festsaal im Schloss Lembeck die schönste erhaltene Raumgestaltung dieser Epoche in Nordrhein-Westfalen.
Die Arbeiten am Schloss waren im Großen und Ganzen 1734 abgeschlossen. Von 1703 bis Ende des Jahres 1733 waren für den Schlossneubau 216.188 Taler aufgewendet worden. Die Um- und Neugestaltung der Garten- und Außenanlagen schlugen ab 1726 mit weiteren 28.907 Talern zu Buche. Der Bauherr konnte nur mit knapper Not die letzten Baurechnungen bezahlen. Schuld an seiner finanziellen Notlage war vor allem, dass er ein Jahr zuvor beim Kurfürsten in Ungnade gefallen war, weil sein Vetter, der Vize-Obriststallmeister Friedrich Christian von Beverförde, den dem Kurfürsten nahe stehenden Deutschordenskomtur Johann Baptist von Roll am 5. Mai 1733 in einem Duell getötet hatte. Clemens August von Bayern gab Ferdinand von Plettenberg, der an der Sache vollkommen unbeteiligt war, die Schuld an diesem Unglück und entließ ihn im September 1733 aus allen Staatsämtern. Der Kurfürst ließ sich in seinem Zorn sogar dazu hinreißen, Schloss Nordkirchen 1734 militärisch besetzen zu lassen. Ab dem 23. November jenes Jahres belagerten deshalb drei Kompanien Soldaten die Schlossanlage sechs Tage lang, ehe es ihnen gelang, sie einzunehmen. Die Truppen mussten die Anlage aber bald wieder räumen. Nach dem Bruch mit seinem langjährigen Dienstherrn ging Ferdinand von Plettenberg nach Wien und begab sich dort in den Dienst Kaiser Karls VI. Bei seinem Tod im März 1737 hinterließ er seiner Frau Bernhardine Felicitas von Westerholt-Lembeck und seinen Kindern einen hoch verschuldeten Besitz. Allein auf Schloss Nordkirchen lastete eine Hypothek von 98.000 Talern. Seine Witwe musste Möbel, Glas, Porzellan und Gemälde aus der Kunstsammlung ihres Mannes verkaufen, um das Schloss mit Mühe halten zu können.
Ferdinands Sohn Franz Joseph (1714–1779) erbte das Schloss und lebte mit seiner aus altem Wiener Adel stammenden Frau Aloysia von Lamberg in der österreichischen Hauptstadt, zuletzt in armseligen Verhältnissen. Bereits seit 1764 stand der Nordkirchener Fideikommiss unter landesherrlicher Administration. Schon zu Lebzeiten übertrug Franz Joseph die westfälischen Familienbesitzungen seinem ältesten Sohn Franz Anton (1735–1766), der gezwungen war, das Familiensilber zu verkaufen, um über die Runden zu kommen. Nach Franz Antons Tod übernahm sein Bruder Clemens August von Plettenberg (1742–1771) die Verwaltung der Güter, konnte aber auch nicht verhindern, dass bis 1769 die Gesamtschuld der Familie auf 603.475 Taler angestiegen war. Er starb kurze Zeit später, nach der Geburt seines einzigen Kindes, Maximilian Friedrich (1771–1813). Er verstand es ebenso wenig, gut zu wirtschaften, wie seine Vorgänger und lebte weit über seine Verhältnisse. Die Folgen waren eine immer höhere Verschuldung und eine Vernachlässigung des Nordkirchener Schlosses, weil das Geld für einen angemessenen Unterhalt fehlte. Mit Maximilian Friedrich starb 1813 dieser Zweig der Familie von Plettenberg aus.
Maximilian Friedrich von Plettenbergs Alleinerbin war seine einzige Tochter Maria (1809–1861), die zu jenem Zeitpunkt erst vier Jahre alt war. Sie wuchs unter Vormundschaft eines entfernten Verwandten, des Freiherrn Maximilian Friedrich von Ketteler, auf. Ihm gelang es, die Finanzen des Schlosses Nordkirchen zu sanieren, indem er alle Besitzungen außerhalb des Münsterlandes und diverse Stücke des Schlossinventars verkaufte. Mit ihrer Volljährigkeit im Jahr 1833 übernahm die Erbin somit ein konsolidiertes Anwesen.

### Eigentum der Familie Esterházy de Galántha (1833 bis 1903)

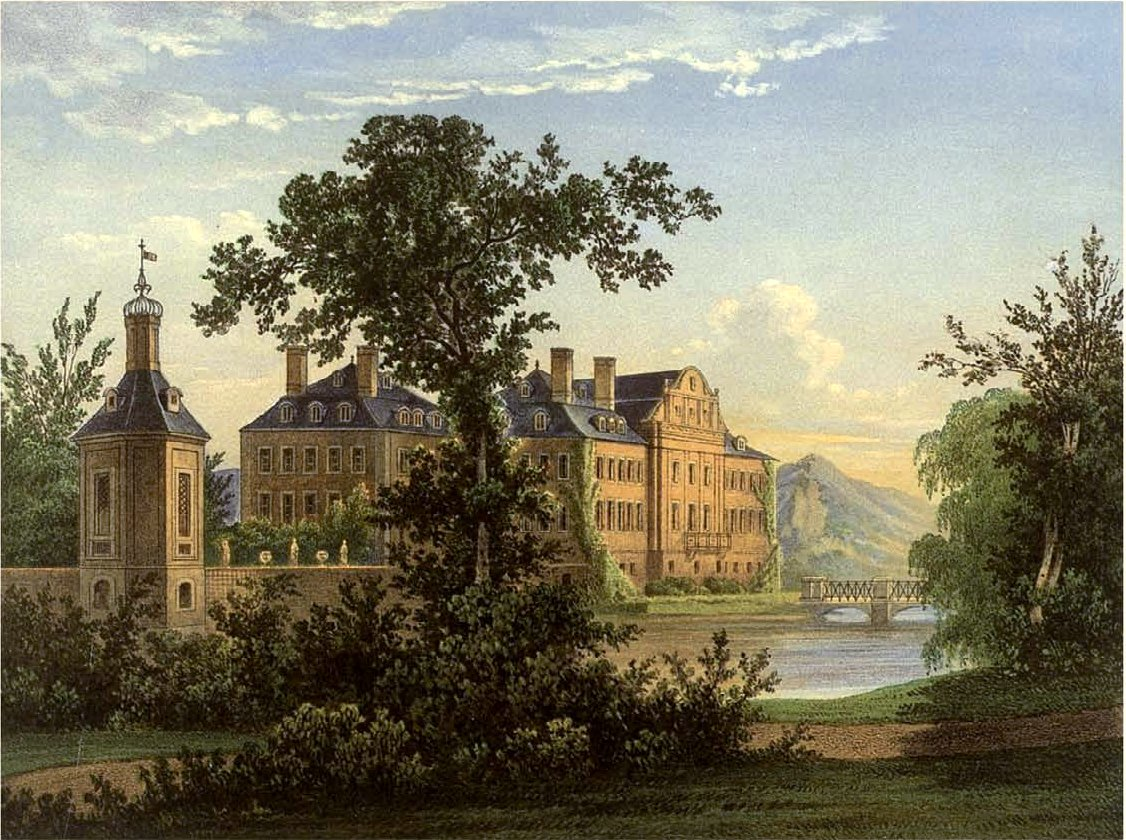
Lithografie des Schlosses Nordkirchen um 1860

Das Schloss um 1880

Maria von Plettenberg heiratete am 16. Februar 1833 den Grafen Nikolaus Franz von Esterházy de Galántha. Das Paar wählte Nordkirchen neben Wien und der Burg Forchtenstein zu einer seiner Hauptresidenzen und beauftragte den Düsseldorfer Gartenbaudirektor Maximilian Friedrich Weyhe mit der Umgestaltung der Schlossinsel und des Nordgartens zu einem in jener Zeit beliebten Landschaftsgarten im englischen Stil. Weyhe kreierte eine Garteninsel mit geschwungenen Uferlinien und zwei birnenförmigen Binnenteichen. Geschlängelte Wege führten an Baumgruppen und Solitärpflanzungen vorbei. Bei den Arbeiten zwischen 1834 und 1840 verschwand der alte von Johann Conrad Schlaun entworfene Garten komplett. Erstmals wurde dieser Bereich direkt mit dem Schlossgebäude verbunden. Dazu wurde an der Nordseite des Corps de Logis eigens ein kleiner Landstreifen geschaffen, von dem eine gusseiserne Brücke ab Januar 1834 zum neu gestalteten Gartenbereich führte. Bis 1849 wurde sporadisch weiter am Garten gearbeitet. So wurden auch die beiden kleinen Kabinettgärten westlich und östlich des Corps de Logis landschaftlich umgestaltet, die Orangerie repariert und ein neues Ananas-Haus gebaut. Der Westgarten blieb im Großen und Ganzen unverändert. Maria und ihr Mann ließen auch im Schlossinneren Veränderungen vornehmen. In der Zeit von 1848 bis 1850 sorgten sie für eine Neuausstattung der Bibliothek und richteten um 1850 im Westteil des Corps de Logis neben der oberen Halle einen Rittersaal ein. Im Erdgeschoss musste die Régence-Täfelung des Speisezimmers wegen Wurmbefalls 1850/51 verändert werden. Deren weiß-goldene Paneele aus Eichenholz wurden dabei abgelaugt und holzsichtig gemacht, was dem damaligen Zeitgeist der Romantik entsprach. Marias Sohn Nikolaus Josef von Esterházy de Galántha richtete 1868 auf der Schlossinsel mit 15 anderen adligen Vollblutzüchtern das „Erste Westfälische Vollblutgestüt“ zur Zucht von Rennpferden ein. Ende des 19. Jahrhunderts ließ er den sogenannten Rennplatz südlich des Westgartens anlegen. Zuletzt führte er das Gestüt, das für einige Jahre der größte Rennstall in Westdeutschland war, alleine. Als er 1897 unvermählt starb, fiel das Schloss Nordkirchen an seine ungarischen Verwandten, die jedoch kein Interesse an der Anlage hatten.

### Eigentum der Herzöge von Arenberg (1903 bis 1958)
Sechs Jahre nach dem Tod des letzten Nordkirchener Schlossherrn aus der Familie Esterházy verkauften seine Erben den Güterkomplex samt Schlossinventar am 1. Oktober 1903 für sechs Millionen Mark (heute ca. 49.300.000 Euro) an den Herzog Engelbert-Maria von Arenberg. Seine Familie war durch den Kohlebergbau im Ruhrgebiet zu außerordentlichem Reichtum gekommen. 1913 galt er als „der mit Abstand reichste Grundbesitzer Westfalens“.
Für 200.000 Mark (ca. 1.500.000 Euro) ließ er bis Mai 1906 die überfällige Instandsetzung von Dächern und Kaminen sowie eine Modernisierung der Wohnräume vornehmen. Schloss Nordkirchen erhielt eine Zentralheizung, eine elektrische Licht- und Klingelanlage sowie eine neue Wasserversorgung und einen Telefonanschluss. Die kleine Kammerkapelle wurde zum Badezimmer der Herzogin umgewidmet und bis 1970 als solches benutzt. Auch der Kapellenflügel des Hauptschlosses sollte – mit Ausnahme der Kapelle selbst – umgebaut und im Obergeschoss eine Bibliothek eingerichtet werden. Von den Plänen wurden jedoch nur die für das Treppenhaus realisiert.
Die Umbauten geschahen nach Plänen des französischen Architekten René Sergent, die unter anderem den Abriss der Wirtschaftsgebäude und Wachthäuschen vorsahen, um Platz für eine monumentale, die Schlossinsel umrahmende Galerie zu schaffen. Die bestehenden Gebäude sollten nach Sergents Plänen neu ummantelt werden. Diese kamen jedoch nicht oder nur rudimentär zur Ausführung, die Wachthäuschen wurden aber wie vorgesehen 1910 abgerissen.
Ab Ende 1906 schmiedete der neue Schlossherr Pläne zur Rebarockisierung der Schlossgärten. Die Entwürfe dazu lieferte der Pariser Gartenarchitekt Achille Duchêne. Er war zu jener Zeit international führend in der Gestaltung neobarocker französischer Gärten. Die Neugestaltung umfasste die Abholzung der Bäume auf den umgebenden Dämmen und auf der Vorwerkinsel, um die Schlossgebäude wieder freizustellen. Das Hauptaugenmerk lag jedoch auf der kompletten Veränderung des Nordgartens zu einer rechteckigen Insel mit Rasen- und Broderieparterres. Die von Weyhe gepflanzten Bäume wurden alle gerodet und die Binnenteiche beseitigt, der Garten wurde eingeebnet.
Duchênes Garten orientierte sich jedoch nicht am barocken Schlaun-Entwurf, sondern hatte eine vollkommen eigenständige Form. Aus dem schmalen Landstreifen nördlich des Schlossgebäudes wurde 1908/1909 eine Terrasse, von der eine neue 40 Meter lange Treppenanlage als Ersatz für die eiserne Weyhe-Brücke direkt zum neuen Gartenparterre führte. Der Schlossteich nördlich der neuen Garteninsel erhielt als neue Begrenzungen an der Nord- und Südseite große Freitreppenanlagen mit plastischem Schmuck. Am Rand der nördlichen Marmortreppe sollten Skulpturen liegender Figuren aufgestellt werden, welche die vier Flüsse Rhein, Tiber, Nil und Euphrat darstellen sollten, jedoch sind nur der Rhein und der Tiber tatsächlich verwirklicht worden. Die Figuren waren nur einige von sehr vielen, mit denen der Herzog von Arenberg den bis 1911 weitgehend fertiggestellten Inselbereich des Nordgartens ausstatten ließ. Teilweise handelte es sich dabei auch um Kopien älterer Statuen aus dem 18. Jahrhundert.
Achille Duchêne lieferte auch zwei Entwürfe für die Erneuerung des barocken Westgartens, von denen bis 1914 jedoch nur einzelne Teile ausgeführt wurden und somit der westliche Garten lediglich in groben Zügen wiederhergestellt wurde. Nicht realisiert wurde zum Beispiel ein aufwendiges Broderieparterre vor der Oranienburg, das jedoch auf einer Vogelschaudarstellung aus Marcel Fouquiers Publikation De l’Art des jardins du XVe au XXe siècle aus dem Jahr 1911 dargestellt ist. Östlich der Schlossinsel entstand ab 1907 – ebenfalls nach Entwürfen Duchênes – ein neuer Ostgarten. Dafür wurde die Straße von Nord- nach Südkirchen, die bis zu jenem Zeitpunkt direkt neben der Schlossgräfte verlief, um 100 Meter in Richtung Osten verlegt und als Eichenallee neu angelegt. Anschließend wurde auf den dortigen Ackerflächen ein Boskettwald mit einem 180 × 50 Meter großen Spiegelweiher, dem sogenannten Schwanenteich, angelegt. Dieser war von Amerikanischen Linden und Skulpturen nach ostasiatischer Manier umgeben. Ende 1910 waren die Arbeiten abgeschlossen und schlugen mit insgesamt 498.000 Mark (ca. 3.500.000 Euro) zu Buche.

Schloss Nordkirchen vor 1913, Ansicht von Süden

Viele der Änderungen auf dem Schlossareal sollten 1911 zu einer vom exklusiven Automobilclub Deutschland organisierten Automobil-Langstrecken-Rallye abgeschlossen sein, denn diese machte unter anderem auch auf Schloss Nordkirchen Station. Weil die Veranstaltung unter der Schirmherrschaft des Prinzen Heinrich von Preußen stand, ging sie als Prinz-Heinrich-Fahrt in die Geschichte ein.
Doch auch nach diesem Großereignis erfuhr das Schloss noch weitere, tiefgreifende Veränderungen, denn Kaiser Wilhelm II. hatte angekündigt, während der großen Kaisermanöver im Münsterland Anfang September 1914 sein Hauptquartier im Schloss aufschlagen zu wollen. Der Herzog befürchtete Platzprobleme bei der Beherbergung der kaiserlichen Entourage, und so ließ er 1913/1914 die bisher frei stehenden Seitenflügel des Schlosses durch Pavillonbauten im Stil des Neobarocks mit dem Corps de Logis verbinden, um zusätzlichen Wohnraum zu schaffen. Die Pläne dazu lieferte der Direktor des Bauamts des Westfälischen Bauvereins, Albert Josef Löfken. Das Schloss wurde mit dieser Erweiterung seinem Vorbild, dem Schloss Versailles, noch ein wenig ähnlicher, und erst seit der Arenberger Zeit ist für die Nordkirchener Schlossanlage der Beiname „Westfälisches Versailles“ nachweisbar.
Zur gleichen Zeit erfuhren auch die Wirtschaftsgebäude im Vorburgbereich eine umfassende Veränderung. Um für den Kaiserbesuch helle Vorgebäude für Empfänge und zur Unterbringung von Automobilen zu haben, ließ der Herzog die damaligen Bauten fast vollständig niederreißen und Neubauten mit Mansarddächern errichten. Lediglich im östlichen Gebäude ist ein geringer Teil der alten Bausubstanz erhalten geblieben. Vor dem Neubau diente es als Viehstall, danach befanden sich Autogaragen darin. Der neue Westbau beherbergte nun eine große Halle als Festraum.
Auch die Oranienburg wurde einem Umbau unterzogen. In der Zeit von 1911 bis 1913 erhielt sie nach den Plänen des Architekten Ferdinand Kortmann zwei Seitenflügel. So wurde Platz für die Erweiterung der Pferdezucht und zur Unterbringung von Bediensteten geschaffen. Der Mittelsaal im Erdgeschoss diente fortan als herzoglicher Marstall. Weitere Umbauten, die der Schlossherr in Vorbereitung auf den kaiserlichen Aufenthalt veranlasste, waren der Neubau der Gebäude auf der Vorwerkinsel sowie die vollständige Überarbeitung des Capeller Tors. Doch der geplante Besuch Wilhelms II. wurde durch den Ausbruch des Ersten Weltkriegs vereitelt, und alle Bauarbeiten kamen zum Erliegen.

Die Oranienburg nach Bau des ersten Seitenflügels, 1912
Rebarockisierter Nordgarten, 1911
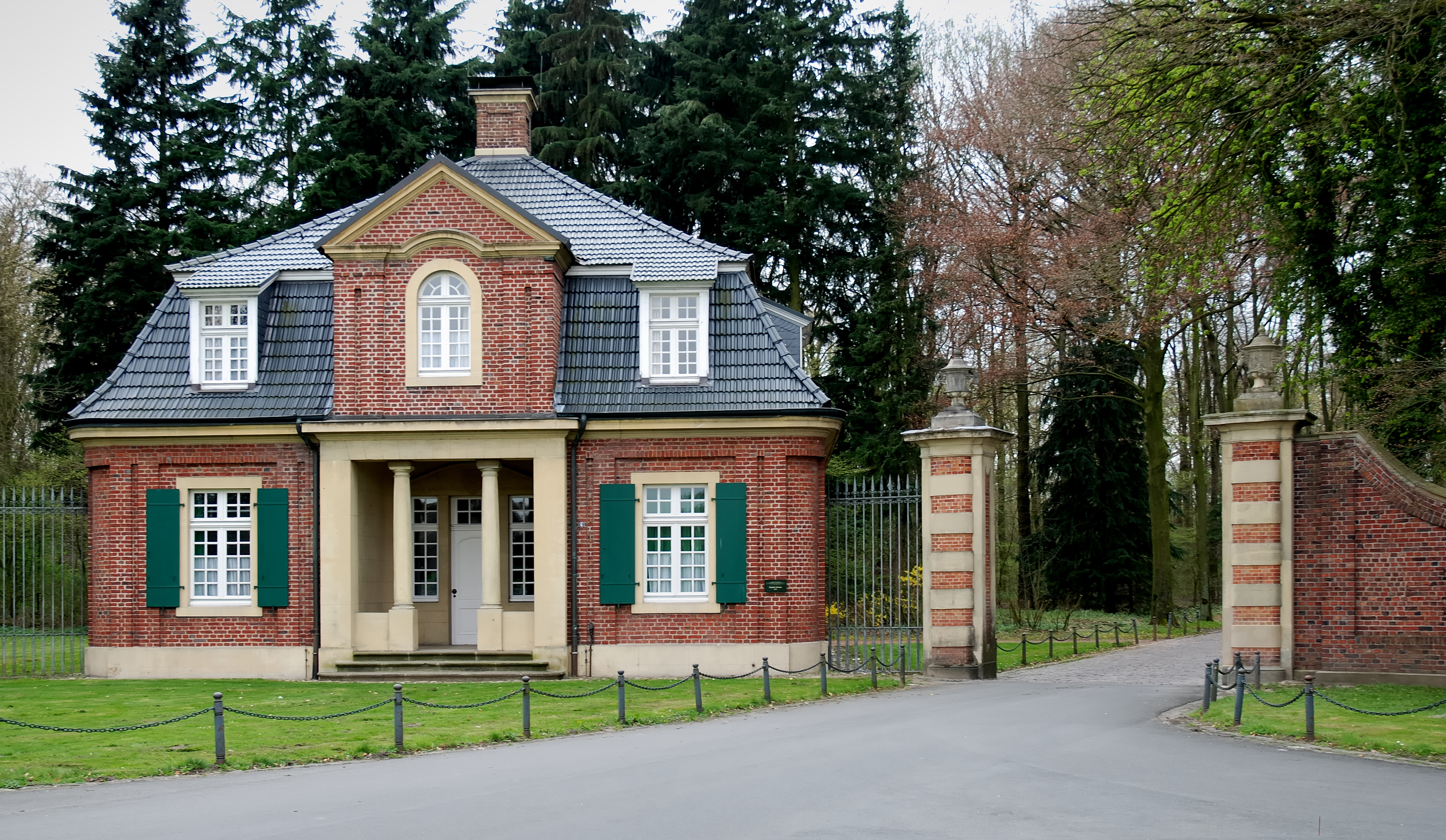
Das Capeller Tor

Nach Kriegsende gab die Familie von Arenberg Schloss Nordkirchen als Wohnsitz auf und zog sich auf ihre belgischen Besitzungen zurück. Wertvolle Tapisserien aus dem großen Festsaal waren schon 1914 nach Brüssel gebracht worden, im April 1919 wurden nun auch die kostbarsten Stücke des Schlossinventars weggeschafft. Nachdem die Anlage im Mai 1920 kurzzeitig von Kommunisten besetzt gewesen war, wurde das Schloss Ende 1920 geräumt und alles von Wert im Ostflügel versammelt. Dort wohnte, zumindest zeitweise, der Sohn des Schlossherrn, Engelbert Karl von Arenberg, der mit der Geschäftsführung des deutschen Familienbesitzes beauftragt war. Entsprechend wird der östliche Pavillon heute Erbprinzenflügel genannt.
1921 mietete die Reichspost das Schlossgebäude, um dort ab 1922 ein Erholungsheim zu betreiben. Die einstige Fasanerie diente bis 1924 noch als Landarbeiterunterkunft, war aber 1926 schon ruinös, sodass sie 1935 schließlich abgerissen wurde. Die Parkanlagen wurden seit den 1920er Jahren nur noch für die ab 1923 in der Oranienburg betriebene Zucht von Wildponys und Traberpferden oder landwirtschaftlich genutzt. Die Parterreflächen des Westgartens dienten nun als Heuwiesen, die Boskette wurden forstwirtschaftlich genutzt. Die fehlende gärtnerische Unterhaltung der Gartenflächen zog einen allmählichen Verfall der Parkanlagen nach sich.
Zu Beginn der 1930er Jahre wurde das Posterholungsheim aufgrund mangelnder Nachfrage geschlossen. Wegen der niedrigen Auslastung der Einrichtung hatte es an Geld gefehlt, die Schlossgebäude angemessen zu unterhalten. Entsprechend bestand im Juni 1933 ein Instandsetzungsbedarf in Höhe von 40.000 Reichsmark (ca. 223.000 Euro).
Der Reichspost folgte die NSDAP als Nachmieterin. Sie richtete 1933 im Schloss eine Gauführerschule für den Gau Westfalen-Nord ein, die in Pacht auch die Gärten sowie die Landwirtschaft der Anlage übernahm. In Anwesenheit von Gauleiter Walter Meyer und Oberpräsident Ferdinand von Lüninck feierte die Schule am 18. September 1933 Eröffnung. Doch Miete und Pacht wurden nur schleppend und unvollständig gezahlt, sodass die nötigen Unterhaltsarbeiten wieder nicht vorgenommen werden konnten. Es kam zur Auflösung des Mietvertrags am 1. März 1940. Ab jenem Jahr befand sich ein Kriegsgefangenenlager im Schlosspark.
Der Zweite Weltkrieg hatte kaum Auswirkungen auf das Schloss, lediglich das Dach des nordöstlichen Eckpavillons wurde bei einem Brandbombentreffer zerstört. 1945 von verschiedenen Museen zum Teil als Kunstdepot genutzt, blieb das Schloss nach Kriegsende vor Plünderungen verschont, weil es als „belgischer Besitz“ angesehen wurde.

### Eigentum des Landes Nordrhein-Westfalen und Nutzung als Hochschule
Nach dem Tod seines Vaters wurde Engelbert Karl von Arenberg 1949 neuer Herr auf Nordkirchen. Er vermietete das Schloss im selben Jahr an das Land Nordrhein-Westfalen, das dort seine Landesfinanzschule (heute: Hochschule für Finanzen Nordrhein-Westfalen) einrichtete. Der Schulbetrieb startete im Mai 1950. Die Miete betrug eine symbolische Deutsche Mark im Jahr. Im Gegenzug verpflichtete sich das Land, für den baulichen Unterhalt des Schlossgebäudes zu sorgen. Dieses war zu jener Zeit in einem desolaten Zustand. Teile waren so stark einsturzgefährdet, dass die Feuerwehr die Anweisung hatte, das Gebäude bei einem Brand nicht zu betreten. Trotzdem konnte ein Feuer, das am 3. Februar 1953 im Kapellenflügel ausbrach, rasch gelöscht werden. Der Trakt wurde 1957 mit Ausnahme der Schlosskapelle innen vollständig umgebaut und beherbergt heute eine große, moderne Bibliothek mit Lesesaal. Die Schülerzahlen stiegen so schnell an, dass nach und nach weitere Gebäude der Anlage angemietet wurden. Im April 1958 erwarb das Land die Schlossinsel samt den dort befindlichen Gebäuden sowie den östlichen Teil des Parks für 3,5 Millionen Mark (ca. 10.000.000 Euro). Der westliche Teil des Schlossareals blieb jedoch beim Haus Arenberg.
Es begannen langjährige Instandsetzungs- und Restaurierungsmaßnahmen am Schloss, für deren dritten Abschnitt allein Nordrhein-Westfalen 1,3 Millionen D-Mark (nach Berücksichtigung der Inflation ca. 3.700.000 Euro) zur Verfügung stellte. Zu den Arbeiten zählten die rudimentäre Wiederherstellung des Duchêne-Gartens nördlich des Hauptgebäudes sowie die Neupflasterung des Ehrenhofs samt der Rekonstruktion seines barocken Parterrebeets. Die Vorburggebäude wurden zu Lehrräumen umgebaut sowie die Bauten auf der Vorwerkinsel abgebrochen und in Ziegelbauweise wiedererrichtet, um anschließend zur Unterbringung von Lehrgangsteilnehmern zu dienen. Ab 1970 fand die Instandsetzung des Erdgeschosses im Ostflügel statt, und die wegen Baufälligkeit gesperrte Westbrücke wurde rekonstruiert. Sie erhielt 1971 auf der Ostseite ein Pendant, das die Schlossinsel mit der von Frühjahr 1969 bis Oktober 1971 im einstigen Ostgarten neu errichteten Mensa sowie Schwimm- und Sporthalle verband. Für diese Neubauten war trotz Protesten der Denkmalpfleger der Schwanenteich entfernt worden.
Derweil reichten die Unterbringungsmöglichkeiten in den bestehenden Gebäuden zu Beginn der 1970er Jahre nicht mehr aus, um der wachsenden Schülerzahl gerecht zu werden, und so errichtete das Land bis 1974 in dem nordwestlich des Schlosses liegenden Waldstück „Sundern“ einen neuen, modernen Gebäudekomplex mit großem Parkplatz als Wohn- und Lehrsaalzentrum für Dozenten und Studenten. Im August 1973 kaufte das Land Nordrhein-Westfalen auch den etwa 10 Hektar großen Westgarten samt der Oranienburg, die anschließend bis 1978 einer umfassenden Restaurierung unterzogen wurde. Ihr großer Saal dient seither als Fest- und Tagungsraum sowie als Konzertsaal. Dort finden heute unter anderem die Nordkirchener Schlosskonzerte statt. Die übrigen Räume werden seit 1977 von der Verwaltung der Fachhochschule für Finanzen genutzt.
Von 1973 bis 1974 wurde die Schlosskapelle restauriert, ehe sich ab 1975 Restaurierungs- und Rekonstruktionsarbeiten in den Repräsentationsräumen des Corps de Logis anschlossen. Dabei wurden 1910/1913 entfernte Trennwände wieder eingezogen und die Enfilade der Appartements wiederhergestellt. Ende der 1970er Jahre drohte die von Johann Conrad Schlaun errichtete Orangerie einzustürzen. Um sie vor dem endgültigen Ruin zu retten, wurde sie 1986 zusammen mit dem Areal des einstigen Orangeriegartens
von privater Seite erworben und in mehreren Bauabschnitten saniert. Heute sind in ihr drei Wohnungseinheiten eingerichtet, während der Gewölbekeller an ein Yogastudio vermietet ist.
1989 begann die Wiederherstellung der Venusinsel im Nordgarten gemäß einem im Jahr 1981 erarbeiteten Parkpflegewerk. Für die Rekonstruktion wurde auf Originalentwürfe Achille Duchênes und alte Luftbilder zurückgegriffen. Die Arbeiten dazu dauerten bis 1991 und verursachten Kosten in Höhe von rund einer Million D-Mark (ca. 1.000.000 Euro), von denen 210.000 D-Mark (ca. 214.000 Euro) der Kulturfonds der Europäischen Gemeinschaft übernahm. Zuletzt kaufte Nordrhein-Westfalen im Jahr 2004 auch das südlich an den Westgarten grenzende Waldgebiet Tiergarten mit zusammen über 1000 Hektar Forstflächen. Insgesamt befinden sich nunmehr gut 70 Hektar Schlosspark in Landeseigentum.
2008 diente das Schloss als Kulisse für den Fernsehfilm Krupp – Eine deutsche Familie, da man für die Aufnahmen am Stammsitz der Familie Krupp, der Villa Hügel in Essen, keine Drehgenehmigung bekommen hatte. Im Frühjahr 2021 fanden am Schloss Dreharbeiten zum Film Spencer statt, der in Sandringham House spielt.

## Beschreibung

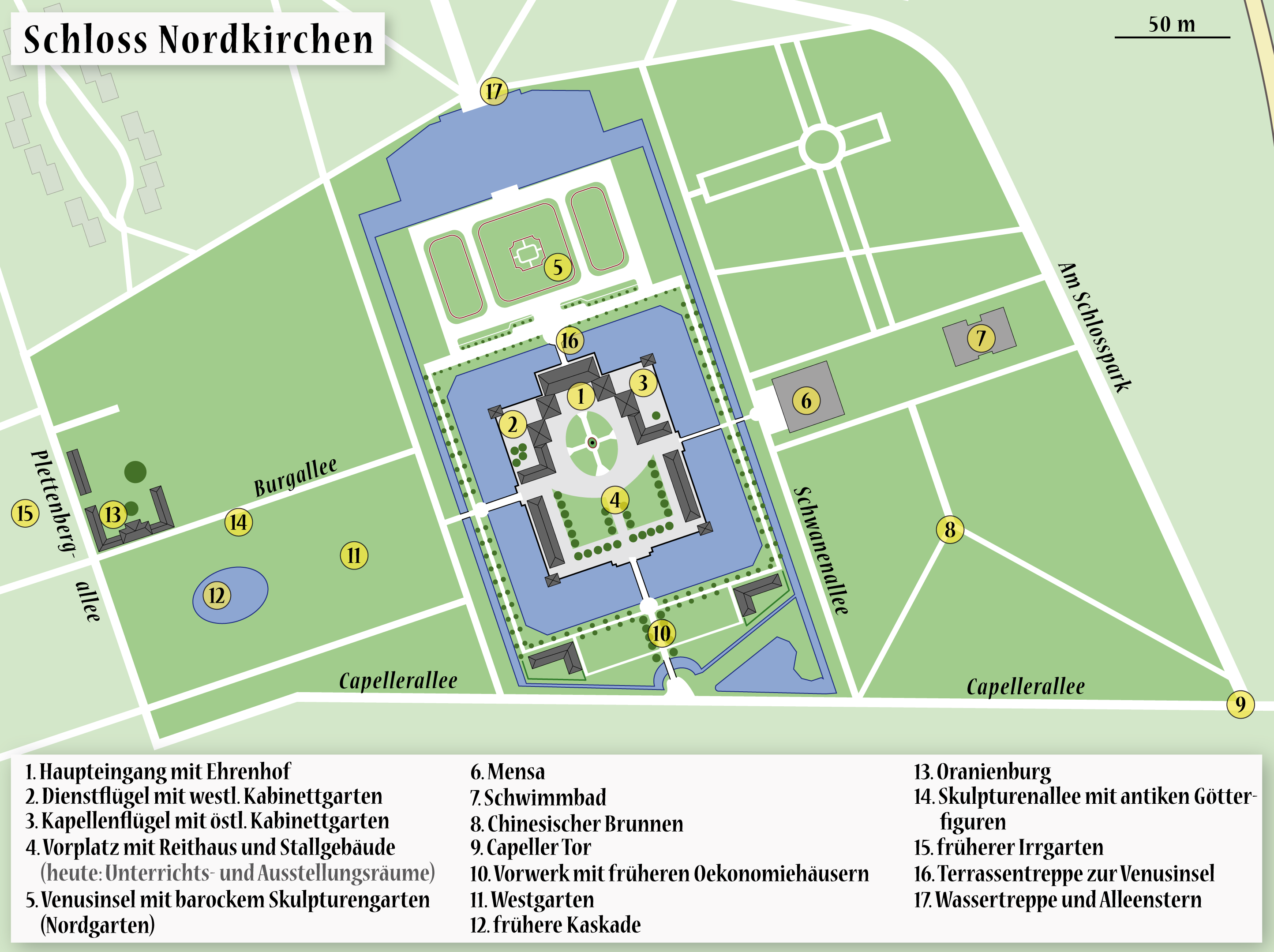
Lageplan

Das Schloss liegt inmitten eines großen Wald- und Parkgeländes an der Straße von Nord- nach Südkirchen. Das Schloss selbst steht auf einer rechteckigen, 130 × 145 Meter messenden Insel und ist von einer breiten, durch einen natürlichen Quellhorizont gespeisten Gräfte umgeben. Diese wird von einem begehbaren Damm begrenzt, um den ein weiterer Graben verläuft. Das Schloss ist somit von zwei Wassergräben umringt. Die Ecken der Insel werden wie in Ahaus durch vier kleine, achteckige Pavillons betont, deren Bekrönung aus Schmiedewerk besteht. Einer von ihnen wird als Dependance des Nordkirchener Standesamtes für Hochzeiten genutzt.
Aus Richtung Süden führt – an der Münsterstraße beginnend – eine gerade, über 1200 Meter lange Allee auf das Schloss zu, überquert die Vorwerkinsel mit zwei weit auseinander liegenden, hakenförmigen Wirtschaftsgebäuden, um dann nach zwei Brücken auf der Schlossinsel zu enden. Die durch sie begonnene rund 2,2 Kilometer lange Mittelachse des Schlosses verläuft durch den Mittelrisalit des Corps de Logis, um vom Hauptgebäude über die Garteninsel in einer weiteren Allee zu münden, die als Blickachse die Sicht scheinbar ins Unendliche fortführt und im Ort Nordkirchen endet.

### Schlossgebäude

#### Architektur
Aufgrund seiner Pracht und Größe sowie der Aufteilung der Gebäude und ihrer Zuordnung zueinander führt Schloss Nordkirchen den Beinamen „Westfälisches Versailles“. Die Architektur des Schlosses orientiert sich aber nicht ausschließlich an französischen Vorbildern, es finden sich auch Anklänge an den Klassizismus niederländischer Wasserschlösser. Diese beiden Traditionen wurden in Nordkirchen mit typisch westfälischen Merkmalen kombiniert; so kamen bei den Gebäuden roter Backstein, heller Sandstein aus den Baumbergen und aus Ibbenbüren sowie sauerländischer Schiefer als Baumaterial zum Einsatz.

Die Zufahrt zum Schloss läuft axial auf das Hauptgebäude zu.

Der Zugang zum Schloss erfolgt aus südlicher Richtung über zwei hintereinander liegende Brücken. Die Zufahrt läuft dabei axial auf den Mittelbau des Schlosses zu. Der Besucher durchquert dabei drei Tore: das Südtor, das Löwentor und das Frauentor. Das Löwentor gewährt Zugang zum Vorburgbereich der Schlossinsel und war vor den Umbauten des 20. Jahrhunderts an beiden Seiten von Wachthäuschen flankiert. Seine Torpfeiler toskanischer Ordnung besitzen kannelierte Zwillingspilaster. Auf den Pfeilern stehen Löwenskulpturen, welche die Wappen der Familien Plettenberg und Westerholt-Lembeck halten und 1717 vom Bildhauer Rudolf Stengelberg angefertigt wurden. Die heutigen, eingeschossigen Ökonomiegebäude mit Mansarddächern entstanden in den 1910er Jahren im neobarocken Stil und ersetzten zweiflügelige Vorgängerbauten mit Krüppelwalmdach.
Eine niedrige, nach Süden ausschwingende Mauer trennt die ehemalige Vorburg vom Kernburgbereich. In ihrer Mitte befindet sich das Frauentor, dessen toskanische Torpfeiler Zwillingssäulen besitzen. Sie werden von Segmenten bekrönt, auf denen weibliche Figuren mit den Familienwappen Plettenberg und Westerholt liegen. Sie wurden 1718 ebenfalls von Rudolf Stengelberg geschaffen. Die Pfeiler werden von zwei stehenden Frauenskulpturen flankiert, welche die Tugend und die Ehre personifizieren. Es handelt sich um 1914/1915 angefertigte Kopien von Figuren, die ursprünglich Johann Wilhelm Gröninger geschaffen hatte. Vom ehemaligen Kernburgbereich führen Brücken im Westen, Norden und Osten in den umliegenden Schlosspark. An der westlichen Brücke befindet sich das Marstor. In den Nischen seiner rustizierten, mit Festons geschmückten Torpfeiler stehen von Stengelberg gelieferte Mars- und Aresstatuen. Bekrönt sind sie von Skulpturenschmuck aus Helmen, Rüstungen und Kriegsgerät. Das Marstor wurde im August 2008 vom LWL-Amt für Denkmalpflege in Westfalen als Denkmal des Monats in Westfalen-Lippe ausgezeichnet.

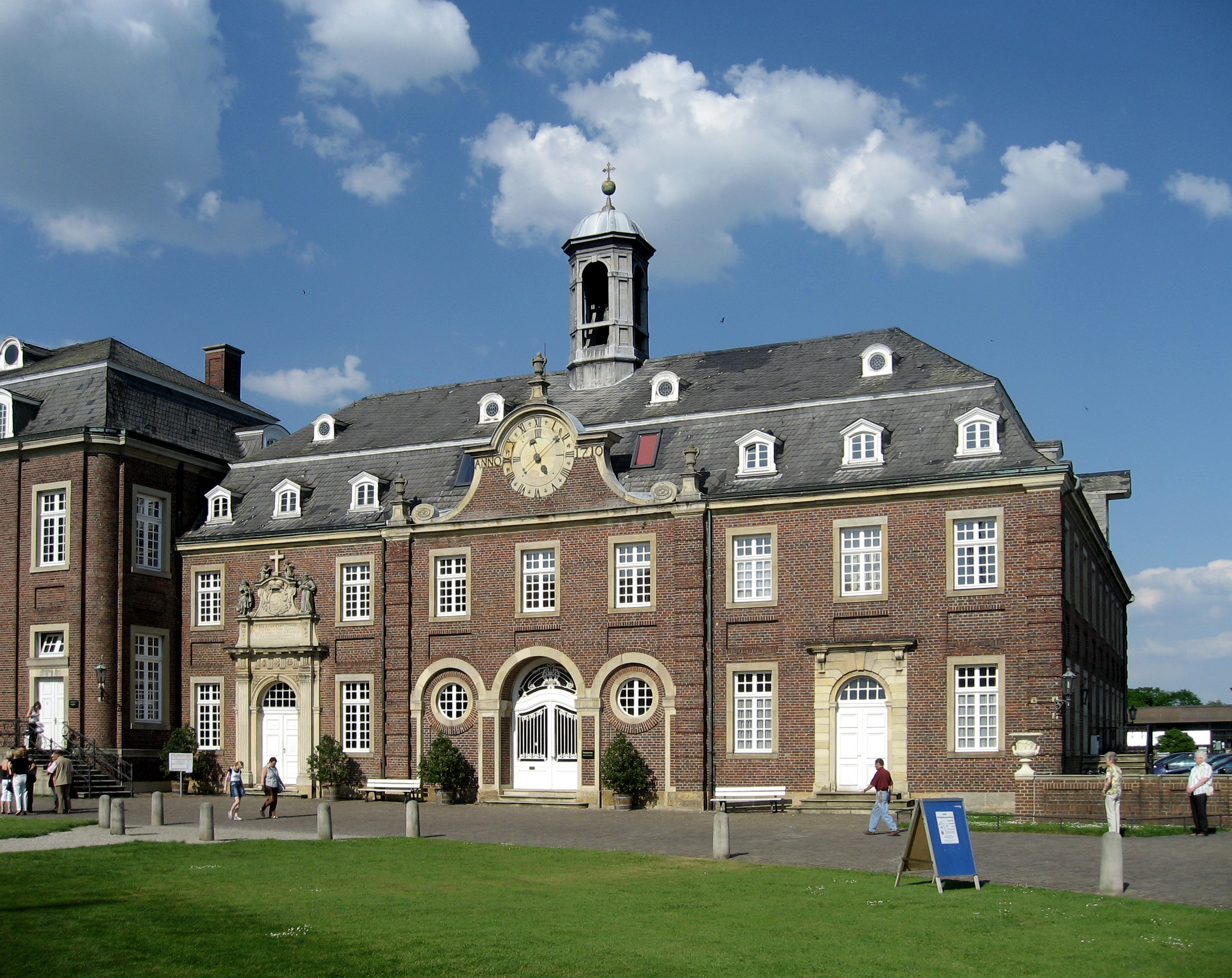
Ostflügel mit der Schlosskapelle
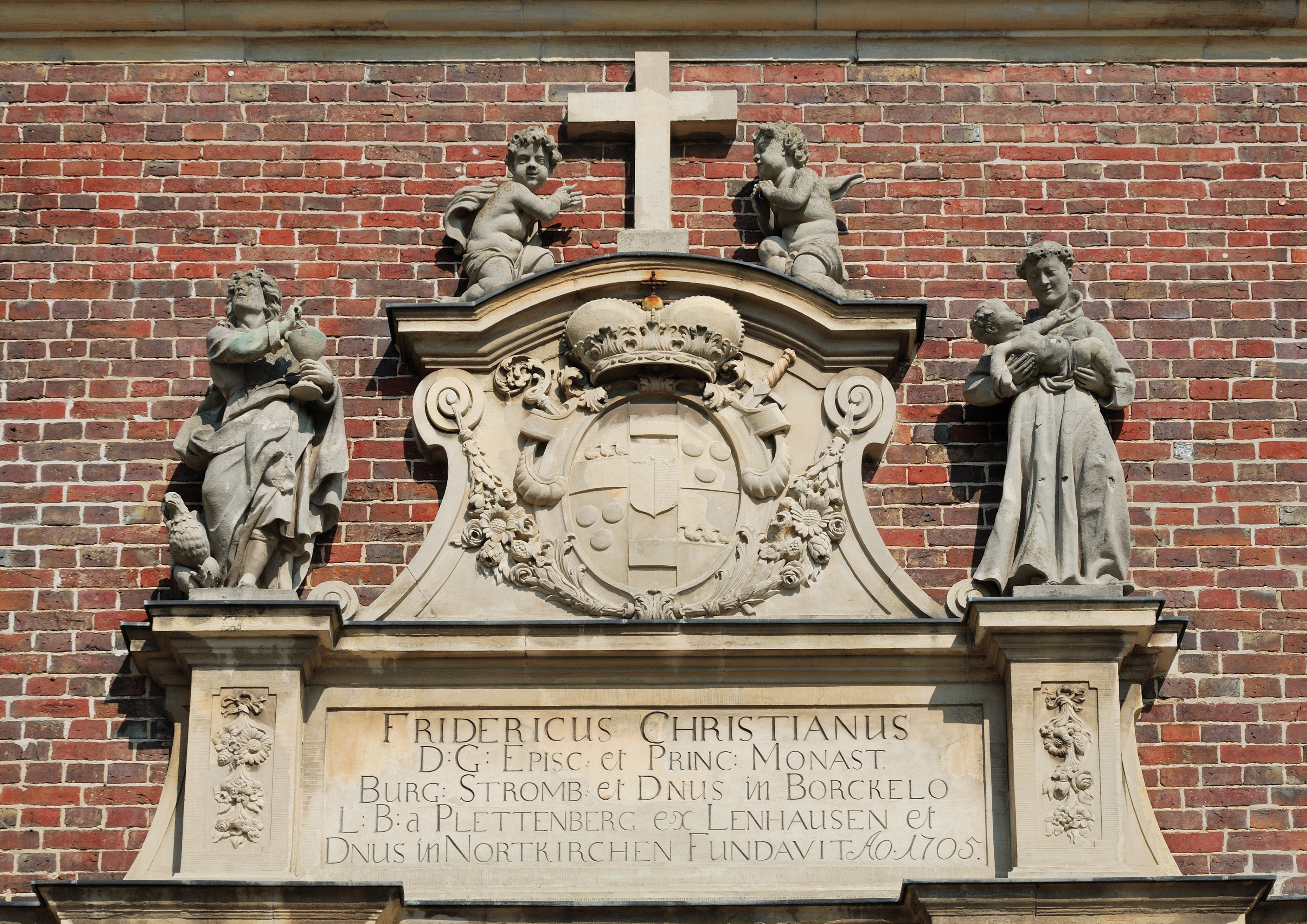
Dekor des Kapellenportals
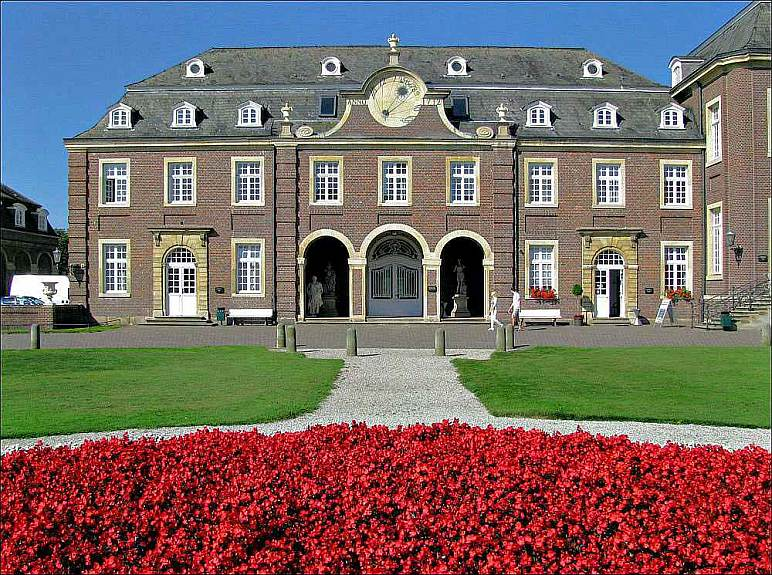
Westflügel

Der Mittelpunkt der Schlossanlage ist das Hauptgebäude, bestehend aus einem zweigeschossigen Corps de Logis mit Eckpavillons und etwas niedrigeren, winkelförmigen Seitenflügeln. Diese waren früher freistehend, sind aber seit der Arenberger Zeit durch quadratische Pavillonbauten, dem sogenannten Erbprinzenflügel und dem Verwaltungsflügel, mit dem Corps de Logis verbunden. Die Gebäudetrakte sind alle mit Mansarddächern ausgestattet, sitzen direkt auf den Futtermauern der Schlossgräfte und umrahmen in U-Form einen Ehrenhof. Die beiden Seitenflügel – Dienerschafts- und Kapellenflügel genannt – besitzen rustizierte Ziegelpilaster und doppelt geschwungene Giebelaufsätze mit Ziegel-Werkstein-Gliederung. Ihre Gestaltung folgt französischen Vorbildern und findet sich in ähnlicher Form am Herzogspalast von Dijon. Am Kapellenflügel wird die ansonsten perfekte Symmetrie der Anlage nicht vollständig eingehalten, denn im Gegensatz zu seinem Pendant, dem Dienerschaftsflügel, besitzt er einen Dachreiter mit Glocke. Das Portal zur Schlosskapelle ist von Pilastern flankiert. Über seinem Gesims hängt eine Steintafel mit der Inschrift
FRIDERICUS CHRISTIANUS

D. G. EPISC. et PRINC. MONAST.

BURG. STROMB. et DNUS in BORCKELO

L.B.a. PLETTENBERG ex LENHAUSEN et

DNUS in NORTKIRCHEN FUNDAVIT AO 1705.
und erinnert damit an die Grundsteinlegung dieses Trakts. An den Seiten der Tafel stellen zwei Figuren den Evangelisten Johannes und den heiligen Antonius von Padua dar. Am Dienerschaftsflügel befindet sich eine in Mitteleuropa einzigartige Sonnenuhr. Sie zeigt nicht wie sonst üblich die Zeit an, sondern die Anzahl der halben Stunden nach Sonnenaufgang zur Zeit der Tagundnachtgleiche am 21. März und 23. September um sechs Uhr. Eine Acht bedeutet entsprechend 10 Uhr (6 + 8 × 0,5).

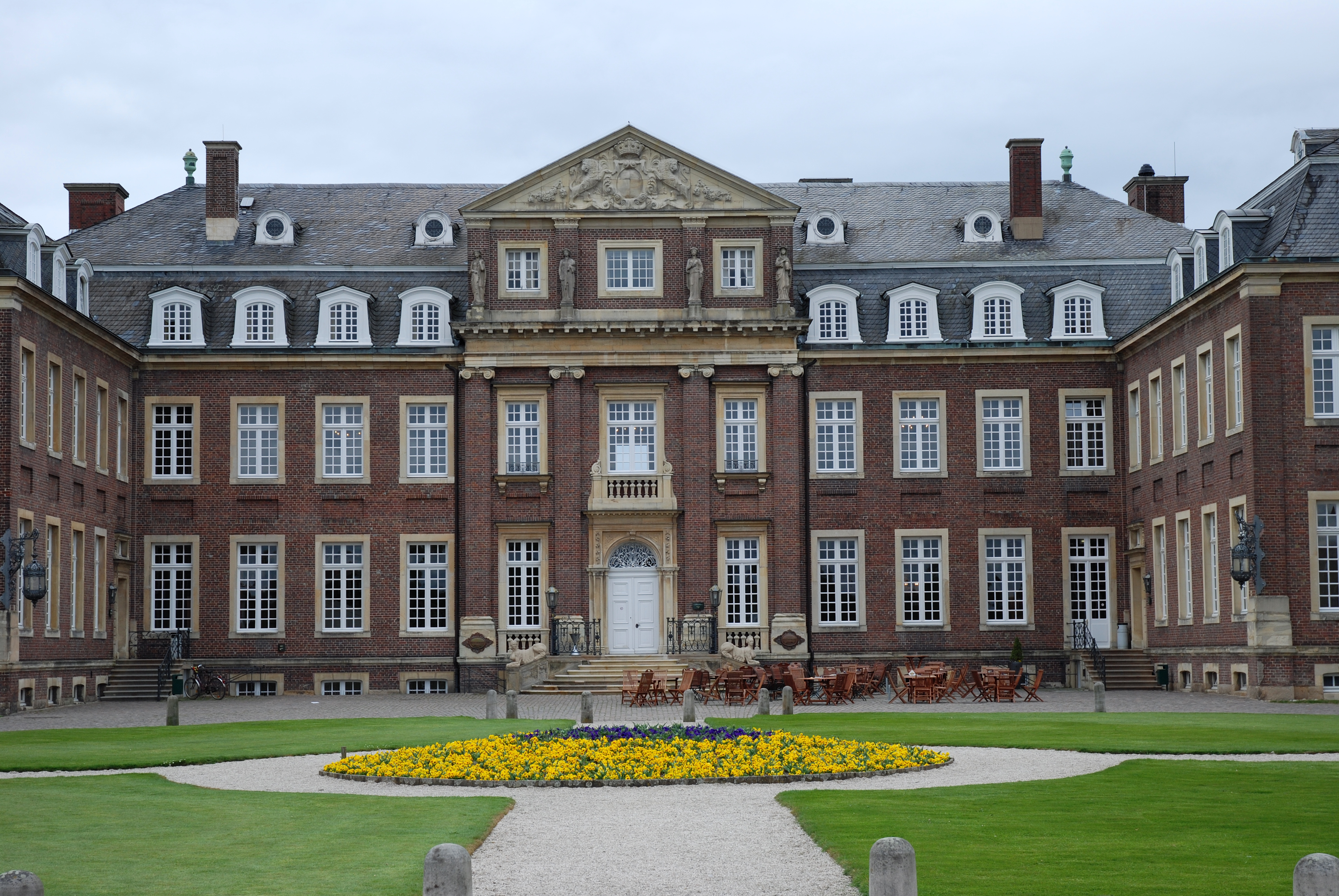
Hauptgebäude mit Mittelrisalit, Südansicht

Zwei Sphingen säumen die halbrunde Freitreppe, die zum rundbogigen Hauptportal des Corps de Logis in dessen dreiachsigem Mittelrisalit führt. Dort tragen ionische Kolossalpilaster einen Architrav, der – ebenso wie die Fensterrahmen – aus Sandstein besteht. Darüber befindet sich ein lisenengeschmücktes Attikageschoss mit flachem Dreiecksgiebel. Dessen Giebelfeld zeigt zwei Löwen, die das von Akanthusornamenten umgebene Plettenberg-Wappen halten. Vor den vier Attikapilastern stehen Frauenskulpturen, welche die vier Jahreszeiten repräsentieren. Sie wurden dort erst Mitte des 19. Jahrhunderts aufgestellt. Ihr heutiger Zustand ist wie jener der übrigen Werksteinteile des Risalits das Ergebnis einer Erneuerung in der Zeit von 1963 bis 1966. Auch der Mittelrisalit der Gartenseite besitzt ein Plettenberg-Wappen im Frontispiz. Unter einer Grafenkrone ist es von Posaune spielenden Putten begleitet, die Voluten und Blumengirlanden halten. Der Gartenrisalit selbst ist etwas breiter gehalten als jener an der Hofseite. Sein Attikageschoss wird seitlich von Waffentrophäen flankiert und ahmt damit den Mittelrisalit im Marmorhof des Schlosses Versailles nach.

#### Innenausstattung

Grundriss des Erdgeschosses im Corps de Logis

Im Inneren des Schlosses ist die Ausstattung des 18. Jahrhunderts noch weitgehend erhalten. Es zeigen sich drei verschiedene Einrichtungsstile: Neben dem Ländlich-Barocken aus der Anfangszeit des Schlosses gibt es die prunkvolle Dekoration, die unter Fürstbischof Friedrich Christian von Plettenberg verwirklicht wurde, und die Régence-Änderungen zur Zeit Ferdinand von Plettenbergs. Der rustikale Barock mit eher schlichter Ausstattung findet sich vornehmlich im Obergeschoss des Corps de Logis, das – mit Ausnahme des Ostflügels – für die Unterbringung von Gästen vorgesehen war. Auch der westliche Teil des Erdgeschosses war für Besucher, in diesem Fall für Fürsten und hohe Gäste, reserviert, während der gesamte Ostflügel die repräsentativen Wohnräume des Schlossherrn und seiner Familie enthielt. Der Keller mit Kreuzgratgewölben nahm früher Küche, Vorratsräume, Speisezimmer für landwirtschaftliche Arbeiter und Dienerschaft sowie Wohn- und Schlafräume für Mägde und Gesinde auf.
Vom Hauptportal gelangt der Besucher in das Vestibül mit einem grau-weißen Plattenboden. Seine schwarz marmorierten Säulen an der Wand bestehen lediglich aus Holz und sind innen hohl. Die barocke Stuckdecke stammt von Antonio Rizzo (auch Ricco geschrieben) und zeigt zwei allegorische Gemälde Johann Martin Pictorius’, das Glück und den Ruhm des Hauses Plettenberg darstellend. Die beiden Alabasterbüsten in diesem Raum zeigen Abbilder Ferdinand von Plettenbergs und seiner Frau Bernhardine von Westerholt zu Lembeck. Sie stammen von Johann Wilhelm Gröninger, der sie zwischen 1721 und 1724 schuf. Vom Vestibül führt eine große Holztreppe in die sogenannte Ahnengalerie im Obergeschoss. Sie besitzt eine stuckverzierte Balkendecke und ein Eichenholz-Lambris. Der Name des Raums rührt von den zahlreichen Porträtgemälden an den Wänden her. Sie zeigen die Herren von Morrien und ihre Ehefrauen.
Eine Tür in der Nordwand des Vestibüls, über der das Allianzwappen Plettenberg-Westerholt hängt, gewährt Zutritt zum Herzstück der prächtig ausgestatteten Prunkräume im Erdgeschoss, dem 14 × 9 Meter großen Jupitersaal. Dieser etwa 5,5 Meter hohe Festraum wird heute auch Herkulessaal genannt, weil die Deckengemälde die Heldentaten und die Apotheose des Herkules darstellen. Die Stuckdecke stammt von Antonio Rizzo, die prachtvolle Stuckverzierung an den Aufsätzen der schwarzen Marmorkamine schuf Gasparo Molla im Jahr 1713. In den Ecknischen standen früher Marmorbüsten der vier Jahreszeiten. Darüber hängen Gemälde von Johann Martin Pictorius, der für sie eine ungewöhnliche Maltechnik verwendete. Die mit Gold gehöhten Sepiamalereien auf Kupfer zeigen Szenen aus den Metamorphosen Ovids. Die wertvollsten Einrichtungsstücke dieses Raums waren früher sechs Tapisserien aus der Brüsseler Werkstatt Auwercx. Sie wurden 1709 bestellt, 1711 geliefert und zeigten Szenen aus der Telemach-Geschichte nach Entwürfen Jan van Orleys. Der Saal wird heute für Vorträge, Konzerte, Seminare und festliche Anlässe genutzt.

Vestibül, um 1910
Ahnengalerie, um 1910
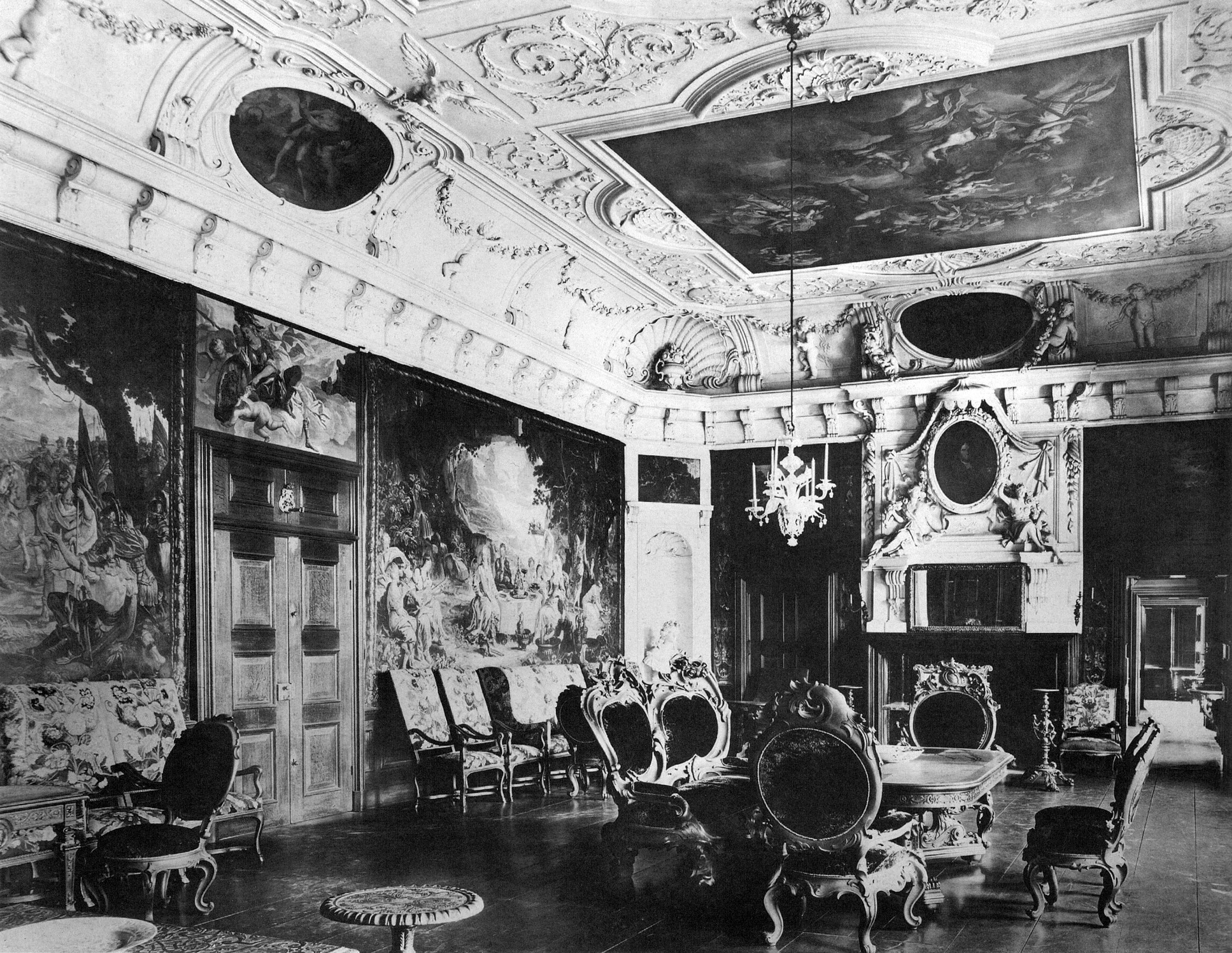
Jupitersaal, 1891

Westlich schließen sich dem Jupitersaal die Kaiserzimmer an, die mit ihrem Namen an die Besuche Kaiser Karls VI. und Franz Stephans I. in Nordkirchen erinnern. Im ersten Raum, dem Kaiser-Wohnzimmer, zeigt das Deckengemälde himmelstürmende Titanen, während die Supraporten Porträts der Kölner Kurfürsten sind. Im Deckengemälde des zweiten Zimmers, das einst als Schlafzimmer für hochgestellte Besucher diente, bringt Prometheus den Menschen das Feuer. Das Bett, das dort stand, ist heute im Museum der Burg Altena zu sehen. Das sich östlich des Festsaals anschließende Ostappartement besteht – ebenso wie das Westappartement mit den Kaiserzimmern – aus zwei Räumen und einem anschließenden kleinen Kabinett. Der erste Raum wird Bauernhochzeit genannt. Der Name geht auf Tapisserien mit holländischen Motiven zurück, die früher in diesem Zimmer die Wände zierten. Das Gemälde der Stuckdecke von Johann Martin Pictorius zeigt Ceres und Bacchus, zwei große Porträts an den Wänden stellen den Kurfürsten Maximilian II. Emanuel von Bayern und seine Frau Therese Kunigunde von Polen dar. Das zweite Zimmer dieses Appartements wird nach dem Motiv seines Deckengemäldes Olympzimmer genannt. Seine Supraporten zeigen vier Sinne. 1910 ließ der damalige Schlossbesitzer den Raum durch Entfernen einer Trennwand mit der Bauernhochzeit zu einem großen Zimmer vereinen. Bei den Restaurierungsarbeiten in den 1970er Jahren wurde der Originalzustand wiederhergestellt. Dabei wurden auch die Wände aller Räume, ausgenommen der des Festsaals, mit Seide bespannt, die nach alten Mustern gewebt worden war.
Östlich des Vestibüls liegt das Speisezimmer mit einer von Johann Conrad Schlaun entworfenen Ausstattung im Stil des Régence. Die Stuckdecke wurde von den italienischen Meistern Carlo Pietro Morsegno und den Brüdern Castelli gestaltet, von denen auch die Stuckverzierungen des Gelben Appartements im Schloss Augustusburg stammen. Die Täfelung ist aus Eichenholz und besaß früher einen weißen Anstrich mit Goldverzierungen. In die Paneele der Nordwand sind zwei große Ganzkörperporträts der beiden Kurfürsten Joseph Clemens und Clemens August von Bayern eingelassen. Die Supraporten zeigen Schwestern und Schwäger der Gräfin Bernhardine von Westerholt-Lembeck. An der westlichen Stirnwand des Raums hängen zwei von dem Franzosen Rochedaux gefertigte Marmorwaschbecken in Muschelform. Der Kronleuchter stammt aus Murano. Östlich neben dem Vestibül liegt das sogenannte Kleine Vestibül, das auch Kutscherkabinett genannt wird. Neben einer Stuckdecke von Antonio Rizzo besitzt es eine in Westfalen seltene Scheinvertäfelung, die nicht aus Holz besteht, sondern auf die Wand aufgemalt ist.
Vom Kleinen Vestibül gelangt der Besucher über den sogenannten Spiegelgang in die Erdgeschossräume des östlichen Pavillons, der sich dem Corps der Logis anschließt. Größtes dieser Zimmer ist der Gelbe Salon, der seinen Namen von der gelben Seidenbespannung seiner Wände erhielt. Der Raum entstand durch das Zusammenlegen dreier Zimmer nach Entfernung ihrer Zwischenwände. Dies schlägt sich auch in der Gestaltung des Raumes nieder. Das südliche Drittel trägt die gestalterische Handschrift Johann Conrad Schlauns und besitzt eine reich dekorierte Stuckdecke der Stuckateure Morsegno und Castelli sowie eine in Gold gefasste Täfelung. Die beiden nördlichen Drittel wurden 1910 unter dem Herzog von Arenberg neu gestaltet. Im Salon finden heute Konferenzen, Tagungen und Empfänge statt. Ihm schließt sich das kleine Amorkabinett an. Dessen Stuckdecke stammt wiederum von den Italienern Morsegno und Castelli und zeigt Amor mit seinen Attributen. Neben diesem Kabinett liegt die kleine Hauskapelle, auch Kammerkapelle genannt. Ursprünglich diente dieser Raum als Archiv und besitzt aus Brandschutzgründen eine Decke mit Kreuzgewölbe. Er wurde unter Schlaun zu einer Kapelle umgestaltet, deren Stuckdecke ebenfalls von Carlo Pietro Morsegno und den Brüdern Castelli gefertigt wurde. Die Wände sind mit poliertem Stuckmarmor verkleidet. Die einstige Altarnische wird von korinthischen Säulen flankiert. Sie ist heute leer, weil der frühere Altar nicht mehr vorhanden ist. Anstatt dessen hängt an der Altarwand – umgeben von einem Stuckrahmen aus Blumen und Putten – ein wahrscheinlich zeitgenössisches Fürbittebild Wolter von Plettenbergs, dem Ordensmeister des Meistertums Livland. Ein zweites Porträt von ihm hängt am Kamin im Grünen Salon, dessen Täfelung und Wandbespannung denen des Gelben Salons ähneln. Der Blaue Salon mit seiner Rokoko-Stuckdecke diente früher als Schlafzimmer. Dies zeigt sich durch das ihm angeschlossene Toilettenzimmer, auch Badekabinett genannt. Weil es im 20. Jahrhundert als Badezimmer genutzt wurde, sind seine Wände bis auf Kniehöhe mit Delfter Kacheln versehen. Das Fresko darüber wurde erst bei Restaurierungsarbeiten in den 1970er Jahren wiederentdeckt und instand gesetzt.

Kaiserschlafzimmer, vor 1910
Olympzimmer, um 1910–1912
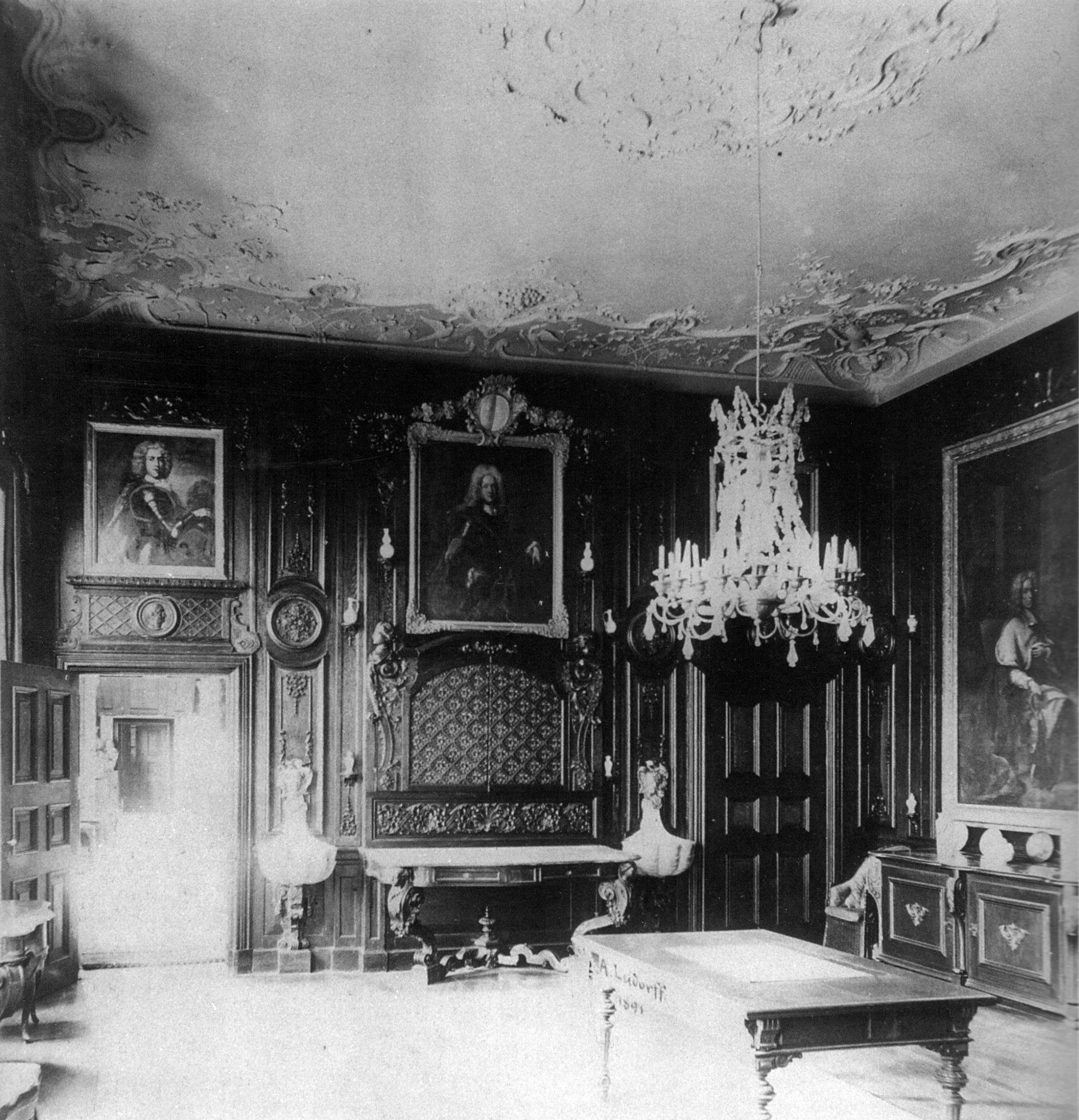
Speisezimmer, 1891
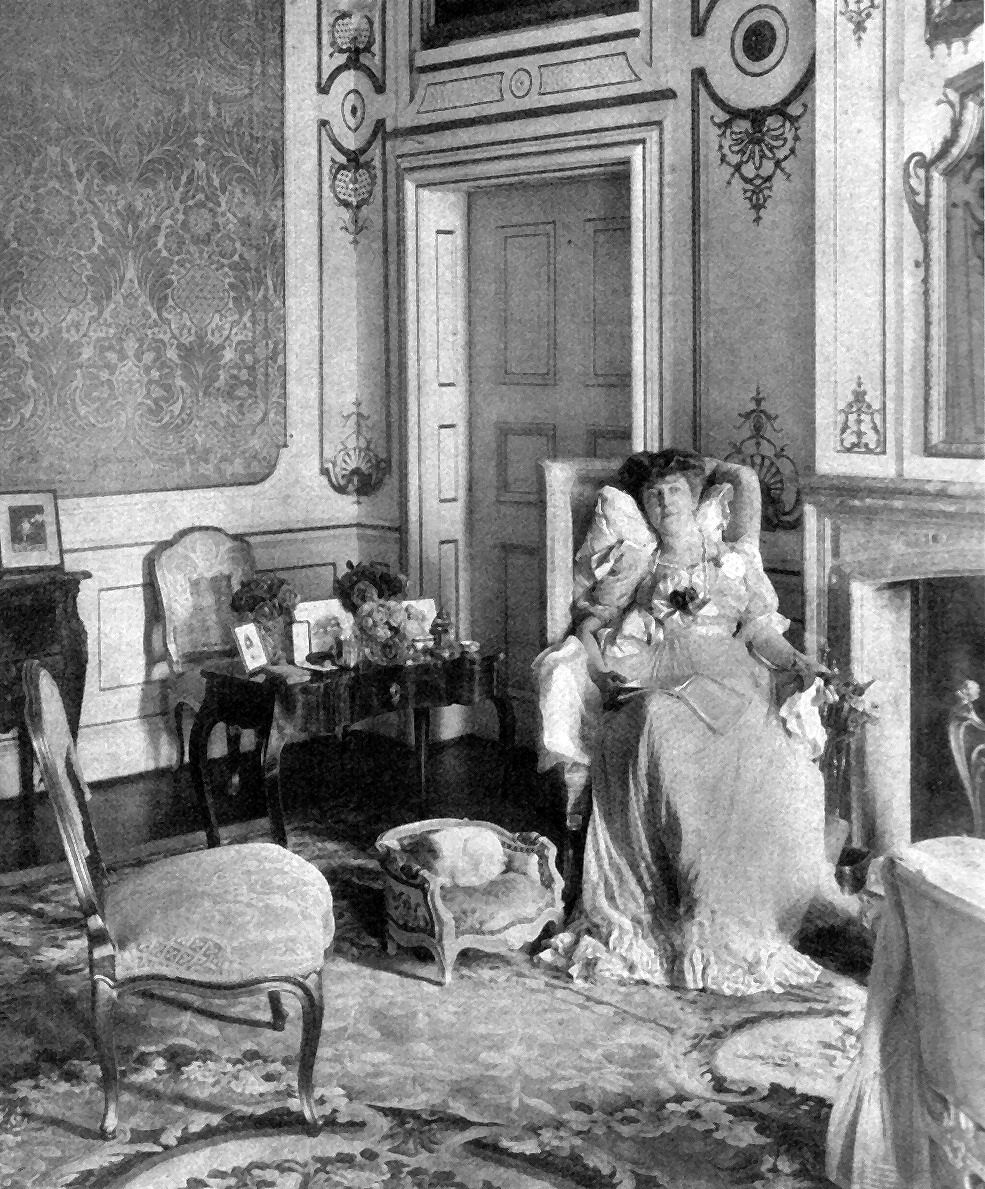
Die Herzogin von Arenberg im Grünen Salon, 1906

Neben der kleinen Kammerkapelle gibt es im Schloss noch die große Kapelle Mariä Himmelfahrt, nach welcher der Ostflügel benannt ist. Sie gilt als das bedeutendste hochbarocke Werk dieser Art in Westfalen und ist bei Hochzeitspaaren sehr beliebt. Jährlich finden dort etwa 500 Trauungen statt. Das Gotteshaus erhebt sich auf quadratischem Grundriss und nimmt die Höhe beider Geschosse des Flügels ein. Die Wände sind durch Pilaster vertikal gegliedert. Das von Stefano Melchion üppig stuckierte Muldengewölbe besitzt in der Mitte ein zentrales Deckengemälde mit der Himmelfahrt Mariens als Motiv. Es erschafft die Illusion eines hochgewölbten Himmels. Vier ovale Eckmedaillons zeigen in Trompe-l’œil-Technik die Evangelisten Matthäus, Markus, Lukas und Johannes. An den Seiten der Decke gibt es vier Scheinöffnungen im Stuck mit Darstellungen aus der Lauretanischen Litanei, die in Casein-Technik direkt auf die Decke aufgebracht wurden. Die Deckengemälde stammen allesamt von Johann Martin Pictorius. Über dem Altarnischenbogen in der Apsis befindet sich das Wappen des Hochstifts Münster mit Plettenbergischem Herzschild. Der darunter befindliche Altaraufsatz mit vergoldeten Rocaillen im Stil des Neorokoko ist eine Stiftung des Grafen Nikolaus Franz von Esterházy de Galántha aus dem Jahr 1846; der Original-Aufsatz mit einem Gemälde Raffaels war schon damals nicht mehr vorhanden. Die Altarbekrönung in Form einer Madonna wurde erst 1976 angeschafft und ersetzte eine silberne Vorgängerin. Die bunte Bleiverglasung der Apsis-Fenster mit den Wappen der Familien Esterházy und Plettenberg stammt ebenfalls aus der Esterházy-Zeit. Zur Ausstattung der Schlosskapelle zählen zwei Marmorbüsten von Johann Wilhelm Gröninger aus der Zeit um 1710. Sie stellen die trauernde Maria und den dornengekrönten Christus dar.
Von der großen, seinerzeit im Schloss untergebrachten Kunstsammlung Ferdinand von Plettenbergs ist heute nur noch ein Bruchteil in den Räumen zu sehen. Plettenbergs Kollektion umfasste zahlreiche Tapisserien, Gemälde und Skulpturen namhafter Künstler, darunter Werke von Raffael, Reni, Tintoretto, Tizian, Poussin, van Dyck, Rubens, Rembrandt sowie Jerôme Duquesnoy dem Älteren. Einiges wurde schon kurz nach Plettenbergs Tod 1737 in Rom und Amsterdam verkauft, um die immensen Hypothekenschulden tilgen zu können, andere Stücke nahm die Witwe von Clemens August von Plettenberg, Maria Anna von Galen, nach ihrer zweiten Heirat mit Clemens August von Ketteler mit nach Schloss Harkotten in Sassenberg. Nach dem Konkurs des Kettelerschen Guts Schwarzenraben gelangte vieles davon 1995/1999 in den Kunsthandel. Einen weiteren Aderlass musste die Sammlung kurz vor dem Verkauf des Schlosses 1903 hinnehmen, als ein größerer Anteil der noch vorhandenen Objekte nach Ungarn gebracht wurde. Fast der gesamte Restbestand wurde dann in der Arenberger Zeit fortgebracht. Zu den wenigen in Nordkirchen verbliebenen Stücken zählen die Ganzkörperporträts Kaiser Karls VI. und seiner Frau Elisabeth Christine sowie ein Kniebild des Kurfürsten Karl Albrecht von Bayern von Joseph Vivien. Auch die beiden Gröninger-Büsten Ferdinand von Plettenbergs und seiner Frau sowie ein Standbild ihres Sohnes Franz Joseph im Treppenhaus gehören zu der Kollektion. Nicht mehr vorhanden ist hingegen der überaus kostbare Hausrat des 18. Jahrhunderts wie das Mobiliar, Tischgeräte, Silberwaren und Porzellan.
Ein Großteil des einstigen Bibliotheksbestandes befindet sich heute im Stadtmuseum Münster. Die Handschriftensammlung wurde 1963 an die Universitäts- und Landesbibliothek Münster verkauft, die 1991 auch die Musikaliensammlung erwarb. Das Schlossarchiv ging als Geschenk des Herzogs bereits 1923 an das Landesmuseum Münster und wird heute im LWL-Archivamt für Westfalen aufbewahrt.
Der Keller beherbergt derzeit das Schlossrestaurant Nordkirchen.

### Schlosspark
Die Schlossgebäude sind von einem rund 172 Hektar großen Schlosspark umgeben, der ein Ankergarten der „Gartenroute Münsterland“ des European Garden Heritage Networks ist. 1994 diente er als Kulisse für einige Szenen des Films Nich’ mit Leo. Rund 70 Hektar des Parks, davon etwa 20 Morgen Wasserfläche, sind Eigentum des Landes Nordrhein-Westfalen und öffentlich zugänglich. Rund 50.000 Besucher zählt der Nordkirchener Schlosspark pro Jahr. Ihn durchziehen 23 Alleen mit einer Gesamtlänge von 7,5 Kilometern. Die Rosskastanien, Linden, Rotbuchen, Ahorne und Platanen dieser Alleen stammen oft noch von den Erstpflanzungen im 18. Jahrhundert, sind aber an vielen Stellen schon seit Jahrzehnten in einem schlechten Zustand und müssen ersetzt werden. Möglich wird dies nun durch das Projekt „Hochzeitsbäume“, bei dem Hochzeitspaare, die sich im Schloss trauen lassen, einen Baum spenden und in einer gemeinsamen Pflanzaktion zweimal im Jahr alte, marode Bäume ersetzen. Der Schlosspark ist Lebensraum für zahlreiche Wildtiere, darunter Hasen, Rebhühner, Fasane, Stockenten, Fischreiher, Kuckuck und Nachtigall.
Zwölf von der Fachhochschule für Finanzen angestellte Gärtner kümmern sich um die Pflege des in Landesbesitz befindlichen Teils des Parks. Von den einst prächtigen Schlossgärten des 18. Jahrhunderts, die von Zeitgenossen außerordentlich gerühmt wurden, sind nur wenige Partien erhalten oder wiederhergestellt. Für die Zukunft ist nach dem für Nordkirchen erarbeiteten Parkpflegewerk jedoch eine zumindest teilweise Rekonstruktion des großen Westgartens in seinen Grundstrukturen vorgesehen.

#### Ostgarten
Der Ostgarten des Schlosses besteht überwiegend aus Wald, der von zahlreichen gradlinigen Wegen durchzogen ist. Von der Schlossinsel ist dieser Teil des Gartens über die Anfang der 1970er Jahre errichtete Ostbrücke erreichbar. Ihr Aussehen und ihre Form wurden denen der barocken Brücken nachempfunden. Sie führt zur modernen Mensa der Fachhochschule und zu der etwas weiter östlich gelegenen Sport- und Schwimmhalle auf dem Areal des ehemaligen Schwanenteichs.
Südlich dieses Gebäudekomplexes liegt ein Wegestern mit dem Chinesenbrunnen in der Mitte. Das Wasserbecken des Brunnens hat einen Durchmesser von elf Metern und eine bis zu zehn Meter hohe Fontäne. Wegen der damit verbundenen breiten Wasserstreuung wird sie heute aber nur bis zu einer Höhe von maximal sieben Meter betrieben. Skulpturen in ostasiatischer Manier umrahmen den Brunnen. Sie stellen Mandarine, Samurais, Buddhas, aber auch einfache Bauern dar. Sie wurden in der Zeit von 1910 bis 1914 von dem Bildhauer Reicks aus Lüdinghausen angefertigt und stehen seit 1972 an der jetzigen Stelle. Früher säumten sie den Schwanenteich.

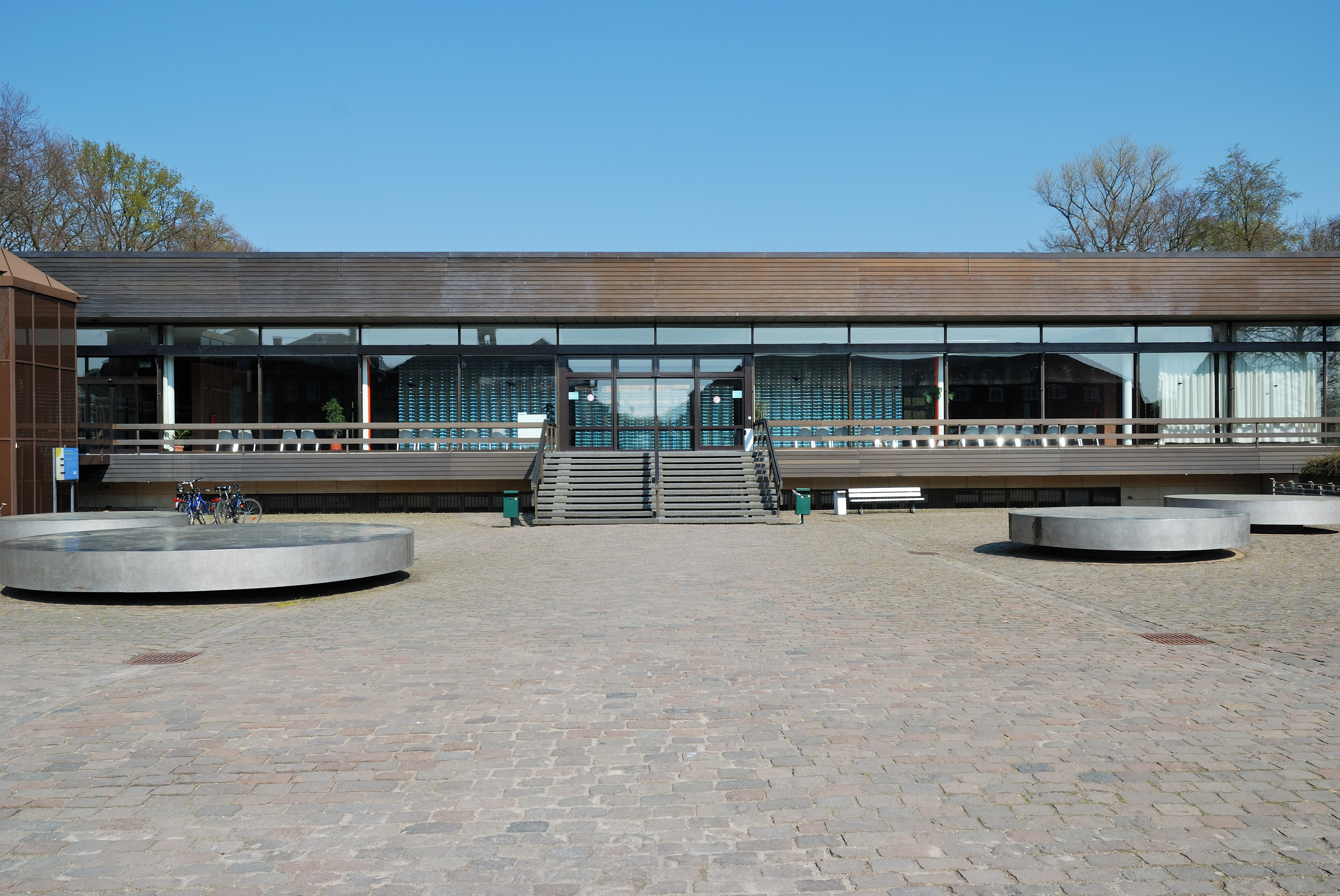
Alte Mensa mit einem Kunstwerk von Adolf Luther
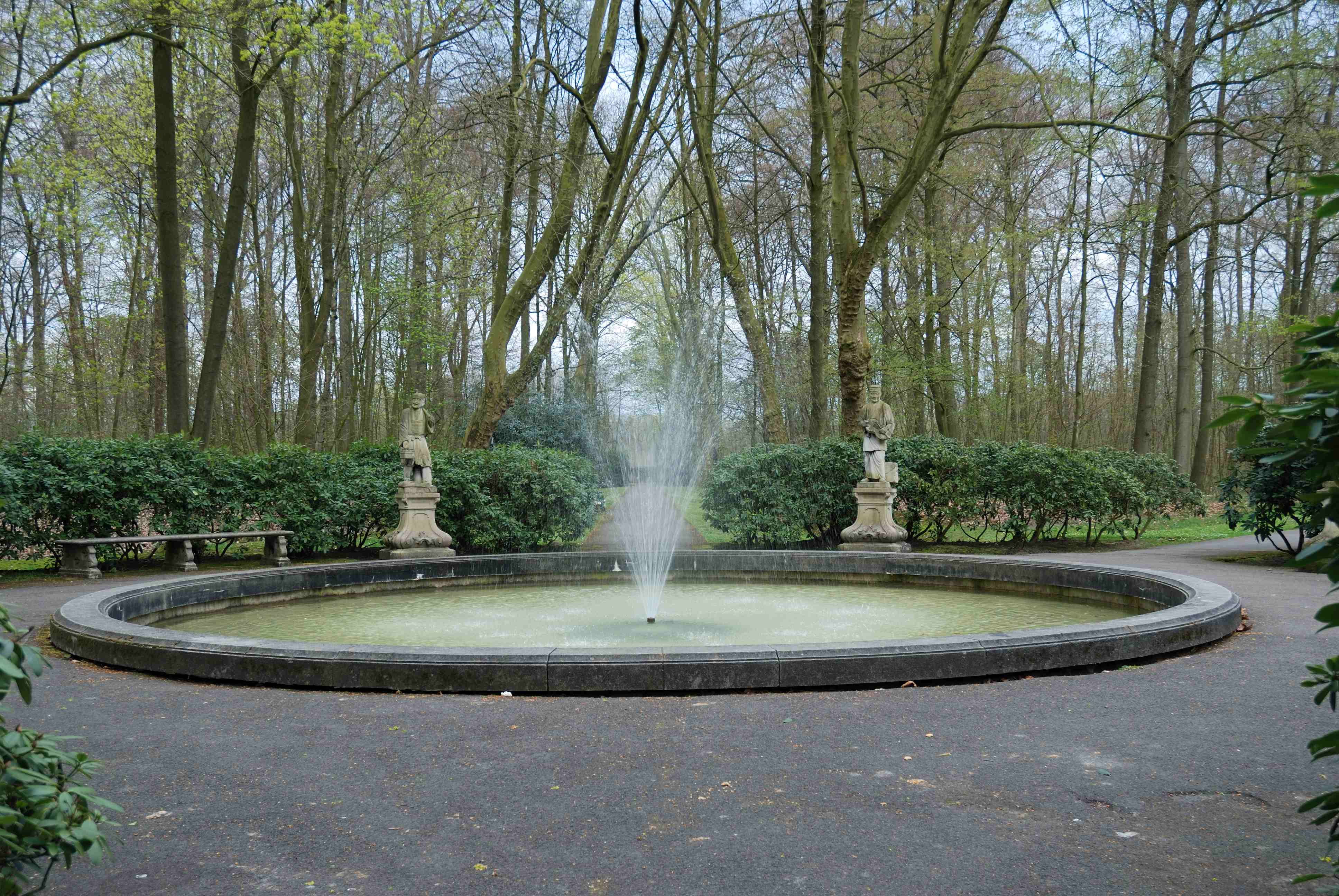
Chinesenbrunnen
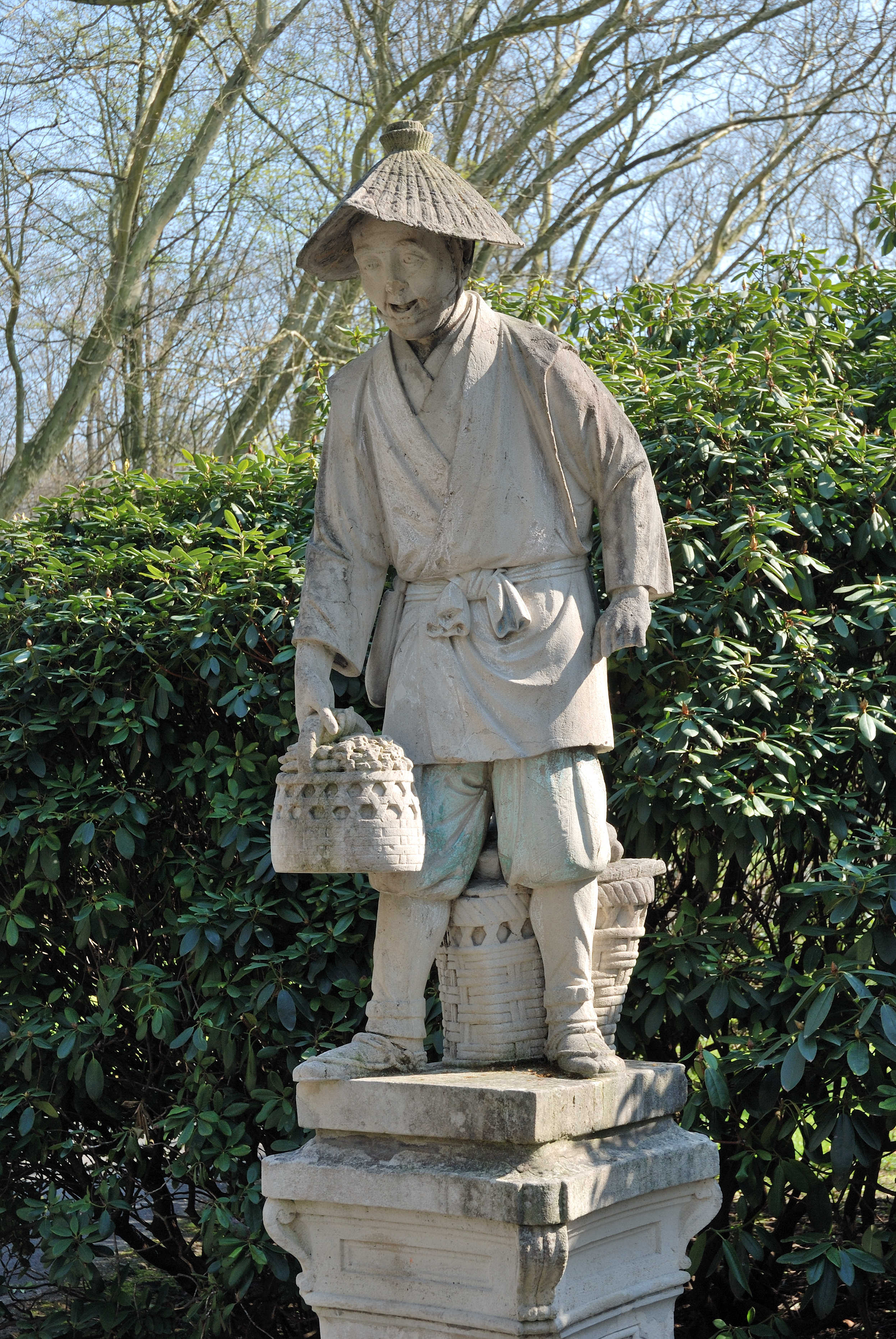
Statue am Chinesenbrunnen

#### Nordgarten mit Venusinsel
Der wichtigste Bereich des heutigen Schlossparks besteht aus der dem Schloss nördlich vorgelagerten Venusinsel. Seinen Namen erhielt dieser Gartenteil wegen der mehrfach dort aufgestellten Venus-Skulpturen. Er wurde 1989 bis 1991 in seiner neobarocken Form rekonstruiert und ist vom Corps de Logis über eine etwa 10 × 50 Meter messende Terrasse erreichbar, von der eine breite Freitreppenanlage zu der etwas tiefer gelegenen, 240 × 130 Meter großen Garteninsel führt. Deren Mittelpunkt bildet ein Broderieparterre mit in Form geschnittenen Buchsbäumchen, Eiben und Liguster. Westlich und östlich davon finden sich einfachere Rasenparterres, die von 1,30 Meter breiten, mit Buchsbäumchen eingefasste Blumenrabatten begleitet werden. Insgesamt finden sich auf der Venusinsel in 4470 Meter langen Einfassungen und in 280 m² flächiger Bepflanzungen rund 59.000 Buchsbaumpflanzen. Dazwischen liegen 1250 m² Flächen und Wege, die mit Kies aus weißem Carraramarmor bedeckt sind. Um auch im Winter Farbigkeit zu erzielen, sind weitere Gartenflächen mit rotem Splitt aus Porphyr ausgestreut. Die Venusinsel wird an ihrer Ost- und Westseite durch von Kastanienbäumen gesäumte Wandelgänge, sogenannte Promenoirs, begrenzt, die etwa ein Meter höher liegen als der Parterregarten. Entlang dieser schnurgeraden Wege stehen Büsten römischer Caesaren und Philosophen.
An der Nordseite der Venusinsel liegt ein rund 67 × 183 Meter messender Spiegelweiher, zu dem breite Treppen hinunterführen. Nördlich des Weihers liegt ein Wegestern, von dem fünf gradlinige Waldwege – zwei davon durch Torpfeiler flankiert – in das umgrenzende Waldgebiet starten.

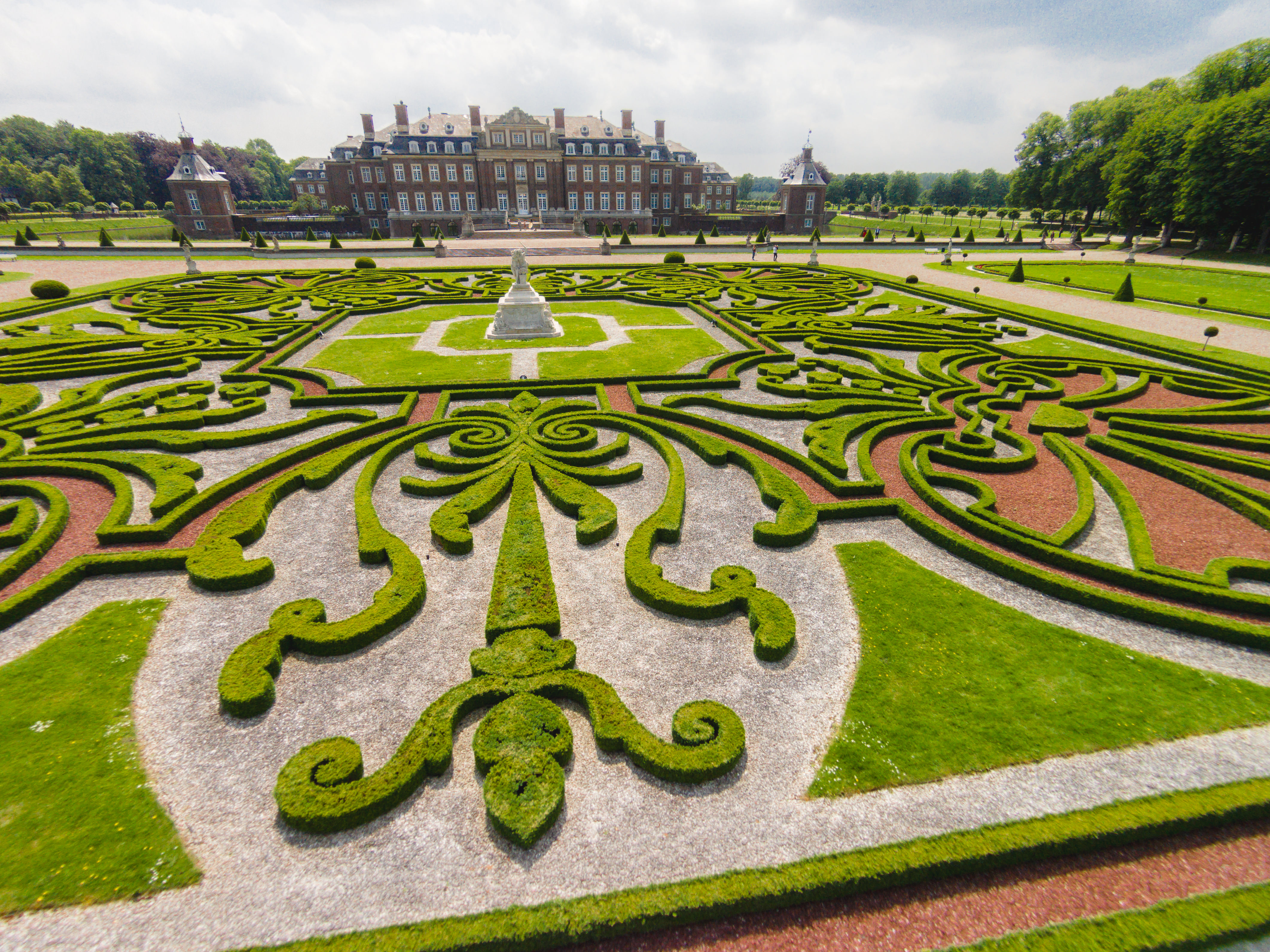
Blick über das Broderieparterre zum Corps de Logis
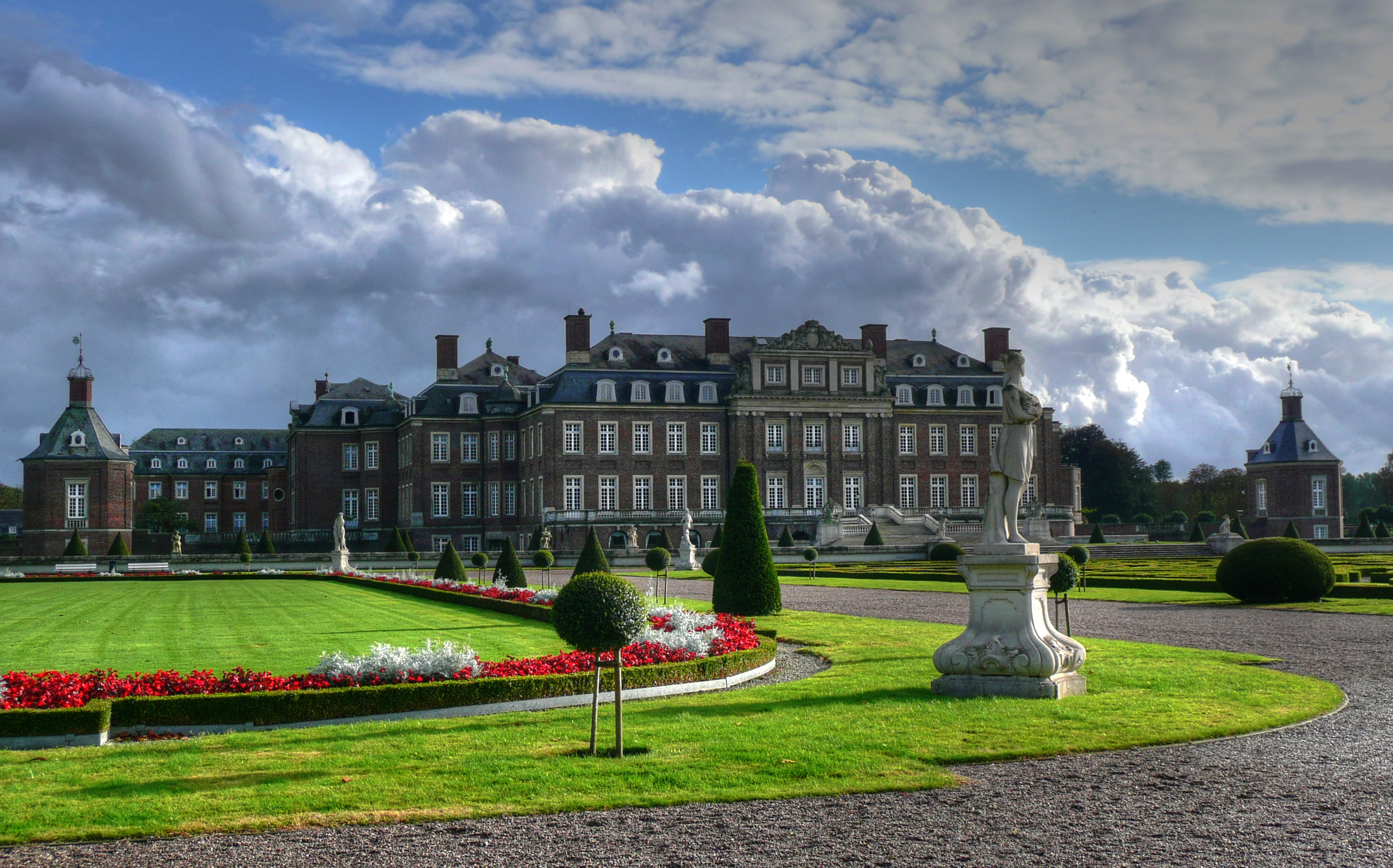
Blick über eines der Rasenparterres zum Hauptgebäude
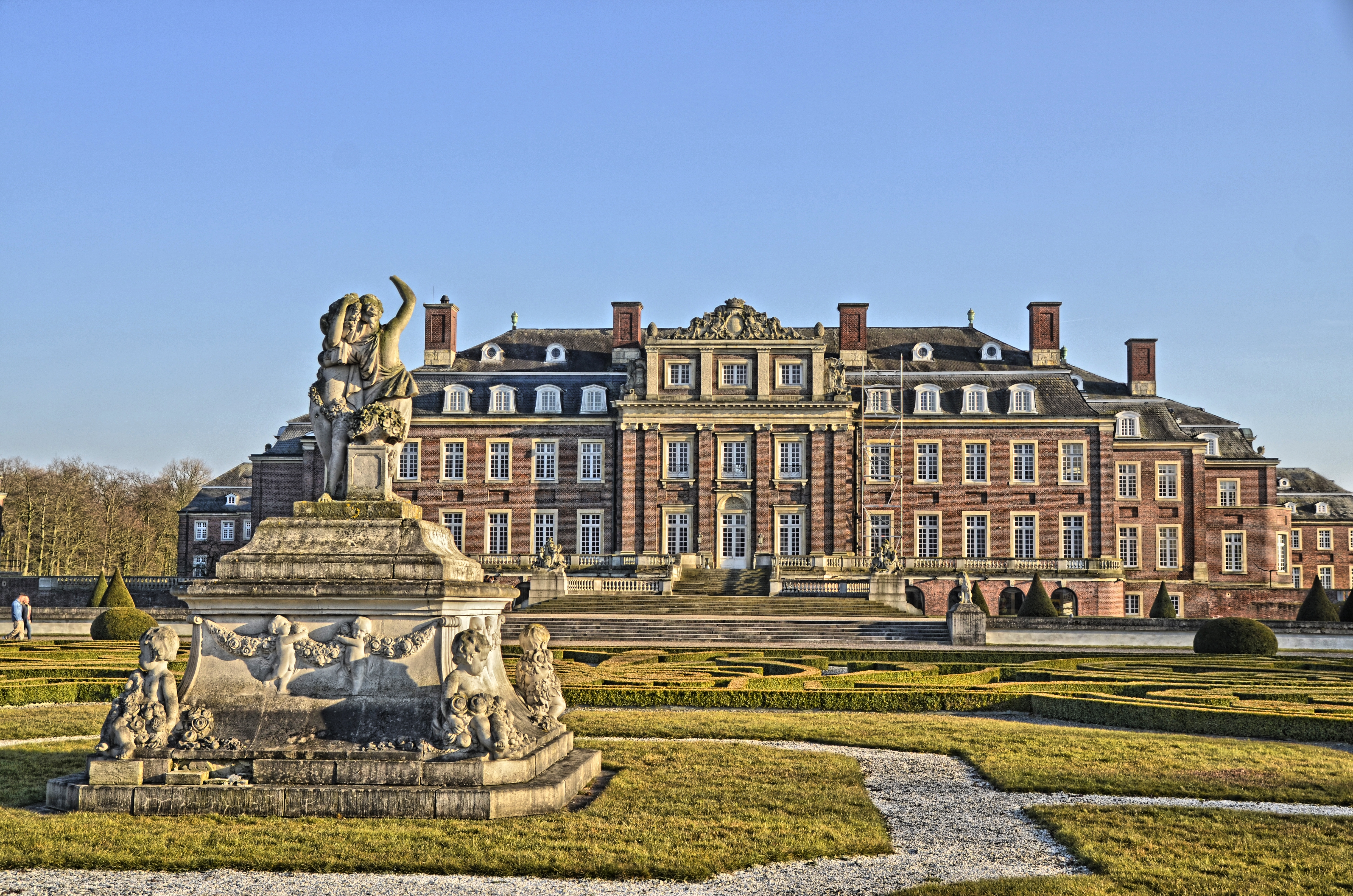
Figuren-Ensemble auf der Nordseite

#### Westgarten mit Oranienburg und Orangerie

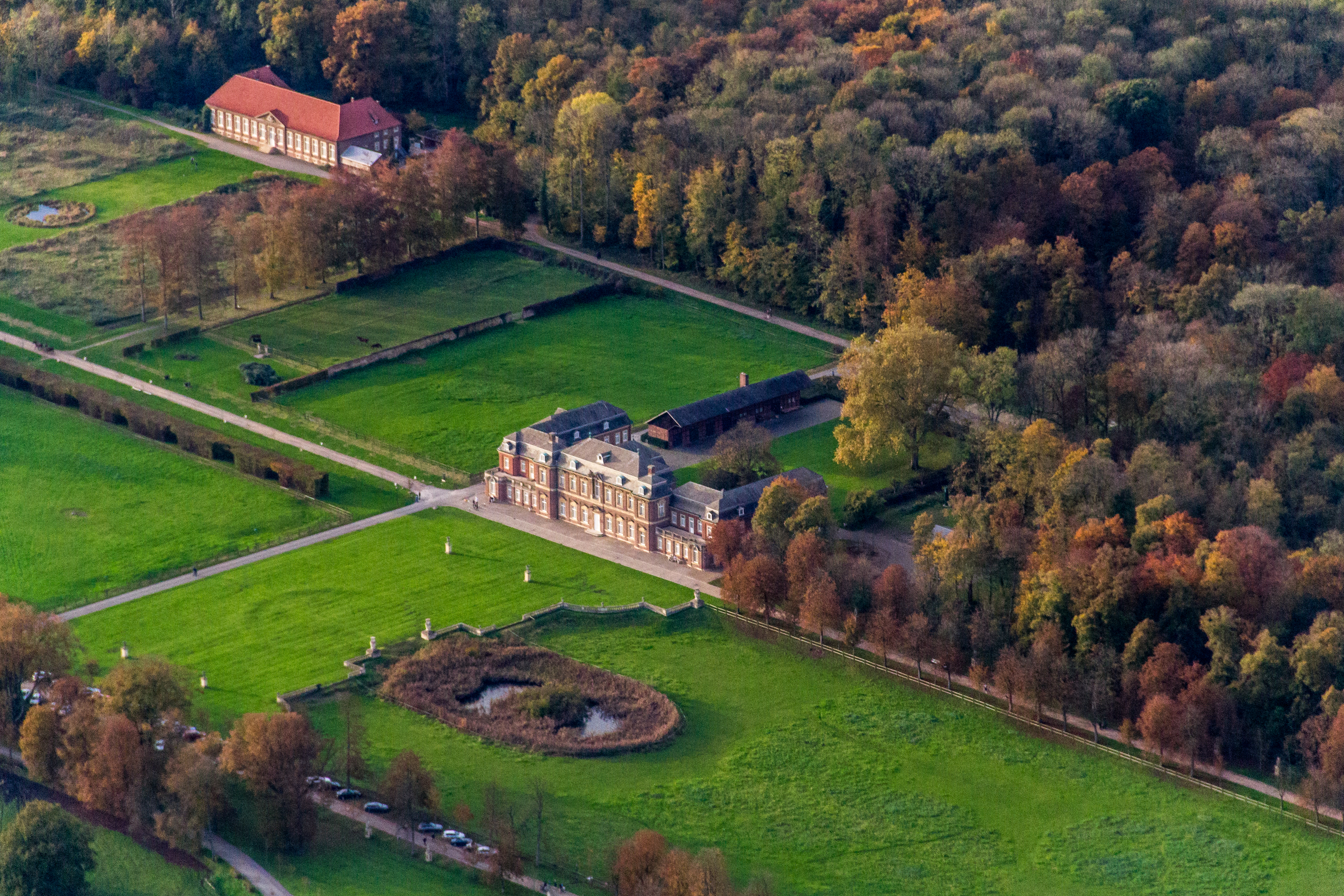
Teil des Westgartens, mittig die Oranienburg, am oberen Bildrand die Orangerie

Von dem einst prächtigen Westgarten sind heute nur noch wenige Reste erhalten, darunter ein Wasserbassin und eine neobarocke Balusterbrüstung. Die ursprüngliche Disposition des Gartens ist aber noch zu erkennen, obwohl er heute als Pferdeweide genutzt wird. Einst war er der einzige große Barockgarten französischen Stils in Westfalen. In seinem Areal finden sich zwei dachlose Rundtürme aus Backstein, welche die Nordwest- und Südwestecke der noch von Gottfried Laurenz Pictorius entworfenen Vorgängeranlage markieren. Sie wurden vermutlich früher als Teehäuschen genutzt. Der nördliche von ihnen diente ab 1725 als Zugang zum nördlich davon liegenden Irrgarten. Dem Gartenareal schließt sich im Süden der waldbestandene Tiergarten an, der von der Südkirchener Allee durchquert wird.
Die Oranienburg war ursprünglich als Orangerie errichtet, aber schon kurz darauf zu einem Parkschloss umgebaut worden. Sie ist ein zweigeschossiger Ziegelbau mit Mansarddächern, dessen sechsachsiger Mittelteil von zwei einachsigen Pavillons mit abgerundeten Ecken flankiert wird. Den Pavillons schließen sich nach Osten und Westen ebenfalls zweigeschossige, aber niedrigere Seitenflügel an. Fenster- und Türgewände sind aus hellem Werkstein. Die Fenster besitzen abwechselnd Verdachungen aus Segment- und Dreiecksgiebeln. Die Mittelachse des Schlösschens ist in barocker Tradition besonders betont. Das Portal ist von einem Segmentgiebel bekrönt, darunter findet sich im aufgebrochenen Architrav das Allianzwappen Ferdinand von Plettenbergs und seiner Frau Bernhardine von Westerholt-Lembeck. Das darüber liegende Fenster wird von korinthischen Säulen flankiert und ist durch einen Dreiecksgiebel abgeschlossen, auf dem zwei Frauenfiguren sitzen und Festons halten. Im Erdgeschoss befindet sich ein von Peter Pictorius entworfener Festsaal mit zwei angrenzenden Kabinetten. Er besitzt eine stuckverzierte Muldendecke, deren Dekor mehrheitlich von dem italienischen Künstler Rainaldi stammt.
Nordwestlich der Oranienburg steht die sehr schlicht und funktionell gehaltene Orangerie mit den für Johann Conrad Schlaun so typischen abgerundeten Gebäudeecken. Sie war sein erster Bau in Westfalen. Ihr eines Geschoss wird von einem pfannengedeckten Walmdach abgeschlossen, das früher Gauben und Schornsteine besaß. Nördlich schließen sich dem Bau zwei kurze Seitenflügel an, in denen früher die Gärtnerwohnungen untergebracht waren. Die Mittelachse des Gebäudes wird durch einen Risalit betont, dessen Dreiecksgiebel im Giebelfeld das Allianzwappen Plettenberg/Westerholt-Lembeck unter einer Grafenkrone und mit der Kette des Ordens vom Goldenen Vlies zeigt. Westlich und östlich schlossen sich der Orangerie früher niedrige Gewächshäuser mit eigenen Heizungsanlagen an, das östliche ist heute noch teilweise, das westliche gar nicht mehr erhalten.
Der Orangeriegarten diente im 19. und frühen 20. Jahrhundert als Nutzgarten und wurde nach dem Zweiten Weltkrieg zu forstwirtschaftlichen Zwecken mit Pappeln bepflanzt. Im Jahr 2013 sah ein Gutachten zur denkmalgerechten Entwicklung des Westgartens vor, das einstige Erscheinungsbild des spätbarocken Orangeriegartens pflegeextensiv wiederherzustellen. Die Rodung des Pappelbestandes erfolgte noch im selben Jahr. Seit Ende 2016 wachsen dort 170 Wildapfel- und Vogelbeerbäume in einem geometrischen Pflanzraster mit Rücksicht auf die historische Raumgliederung. Im Mai 2018 wurde der umgestaltete Garten von der LWL-Denkmalpflege, Landschafts- und Baukultur in Westfalen als Denkmal des Monats in Westfalen-Lippe ausgewählt.
Das etwa 77 × 39 Meter großen Fasaneriegelände ist heute noch durch die Reste seiner Umfassungsmauer zu erkennen. Sie sollte seinerzeit Schutz vor Wind und Wetter sowie tierischen Räubern bieten. Das ehemalige Fasaneriegebäude wurde 1935 abgerissen. Es war ein eingeschossiger Zweckbau, bestehend aus einem Mittelpavillon mit schiefergedecktem Mansarddach sowie zwei galerieartigen Seitenflügeln in der Form von Viertelkreisen, an deren Stirnseiten jeweils wieder ein Pavillon stand. Im Mittelpavillon, der über dem Eingang ein vom Bildhauer Johann Bernhard Fix gefertigtes Allianzwappen aus dem Jahr 1730 zeigte, wohnte der Fasanenmeister, während in den beiden Flügelbauten samt Endpavillons Volieren untergebracht waren. Die anfangs offenen Bogenöffnungen der Flügel wurden später mit Fenstern verschlossen.

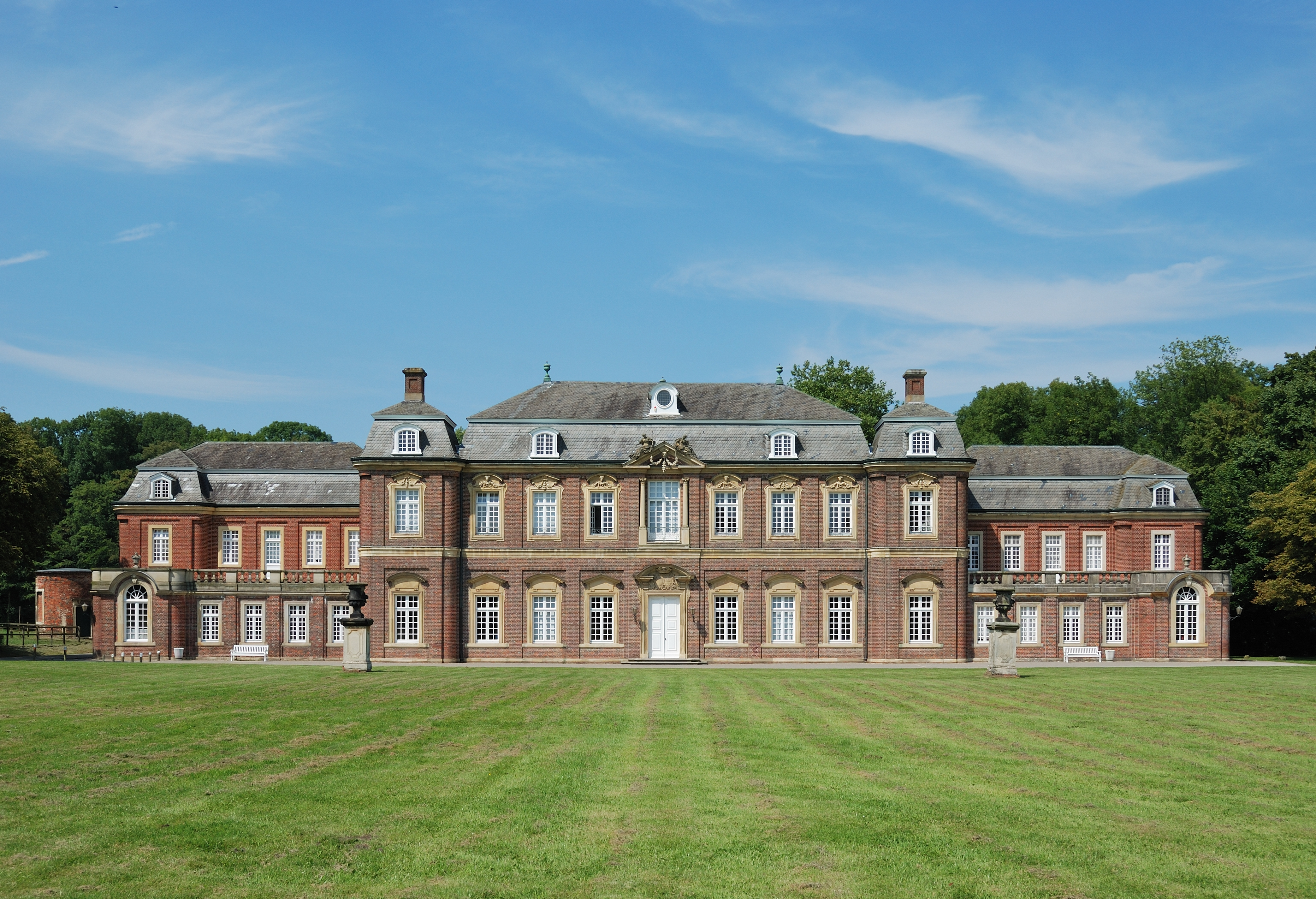
Oranienburg
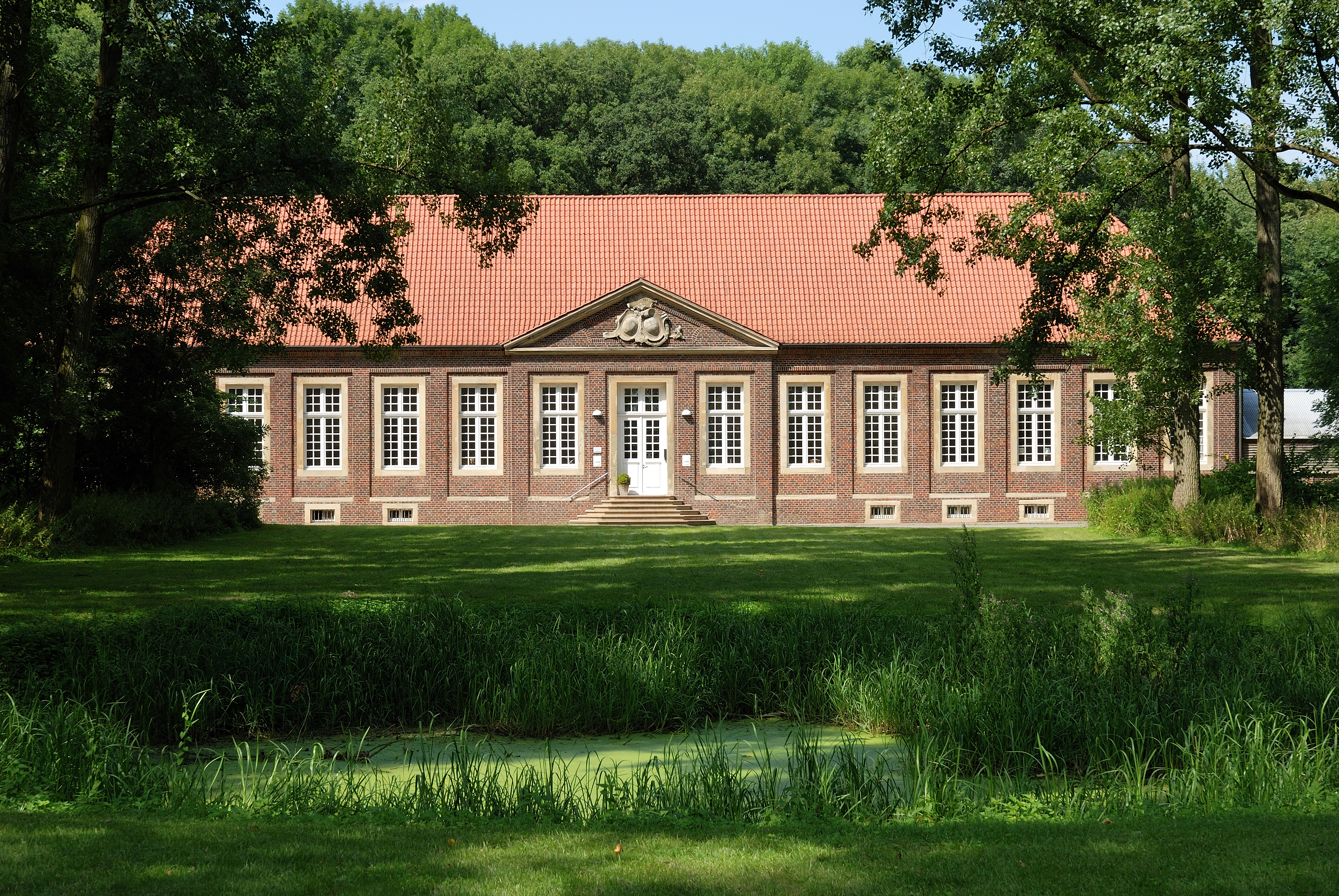
Orangerie
Fasanerie, 1935 abgebrochen

#### Gartenskulpturen
Gärten und Alleen des Schlosses sind reich mit Skulpturen verziert. Insgesamt finden sich 385 Exemplare im Schlosspark. Die Skulpturen in den beiden Kastanienalleen des Westgartens stehen an ihrem alten Platz; die ursprüngliche Ordnung und Aufstellung der meisten anderen ist nicht rekonstruierbar und somit nicht original. Ausnahmen hiervon bilden die beiden Eberstatuen in den Rasenparterres sowie die Skulptur des Frühlings in der Mitte des Broderieparterres auf der Venusinsel. Sie waren wie viele Skulpturen des Nordgartens nach 1950 an anderen Stellen im Park aufgestellt worden und kehrten mit der Rekonstruktion der Venusinsel an ihre angestammten Plätze zurück.
Die erste belegbare Lieferung von Gartenskulpturen erfolgte im Jahr 1721 durch den Münsteraner Bildhauer Johann Wilhelm Gröninger. Die von Gröninger nach antiken Vorbildern gestalteten Götterfiguren wurden 1725 nach Plänen von Johann Conrad Schlaun zwischen den Bäumen der neu angelegten Kastanienalleen aufgestellt. Darunter befanden sich Abbilder von Venus, Mars, Jupiter, Apollo, Bacchus sowie zwölf Vasen und eine Herkulesstatue, welche die bedeutendste Plastik unter den Gröninger-Schöpfungen ist. Weitere Skulpturen im Park stammen von den Bildhauern Panhoff, Johann Bernhard Fix und Johann Christoph Manskirsch, der unter anderem Statuen von Herkules, Mars, Apollon, Flora sowie zwei Venus-Figuren und zwei Satyrn schuf.
Etliche Figuren im Umfeld des Schlosses sind inzwischen verwittert oder beschädigt, wenn nicht sogar bereits gänzlich verloren. Die meisten Skulpturen in besserem Zustand stammen aus den Jahren 1910 bis 1919, nachdem die Gärten im neobarocken Stil restauriert worden waren. Das trifft in besonderem Maße auf den Bereich der Venusinsel zu.

Skulpturenbeispiele
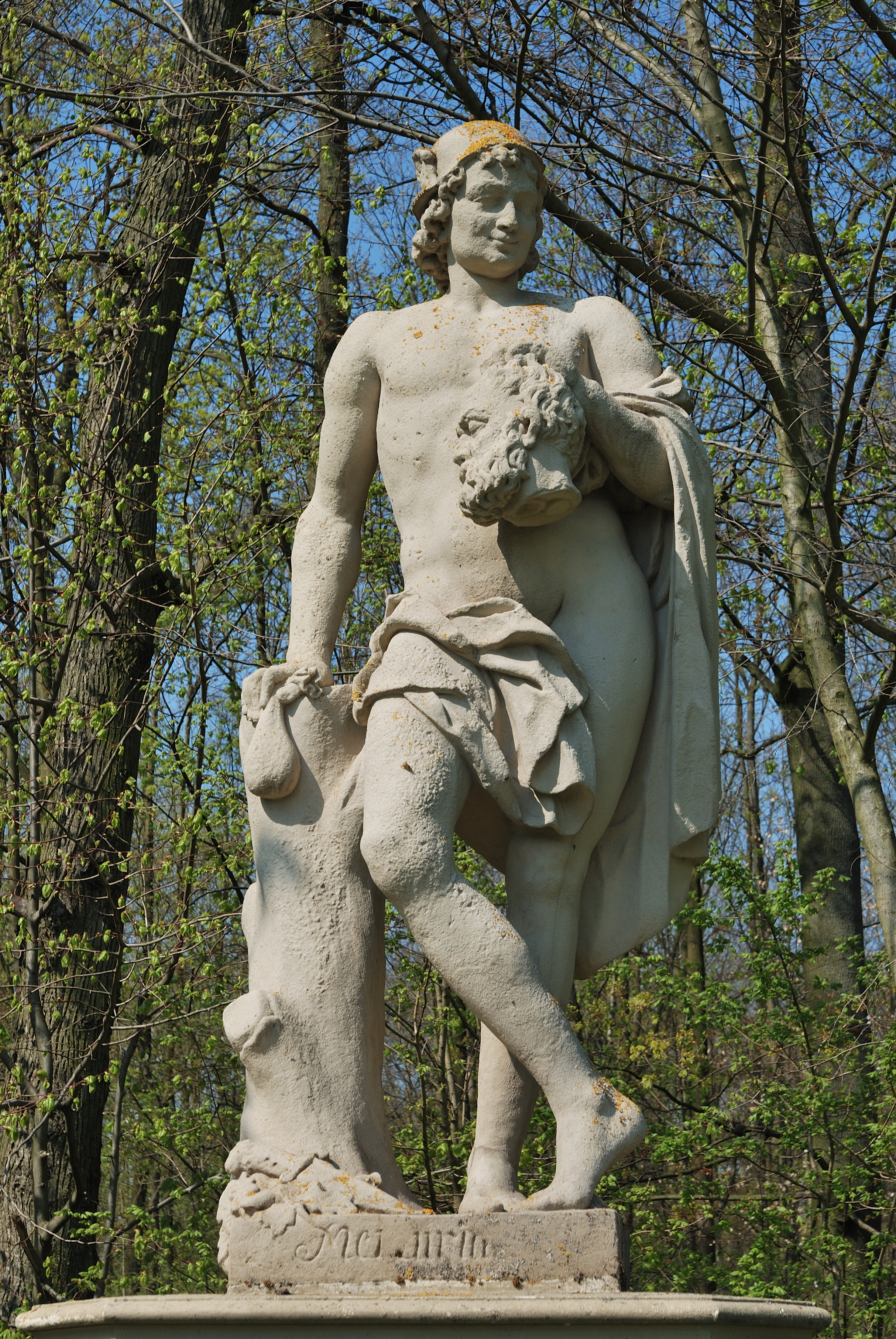
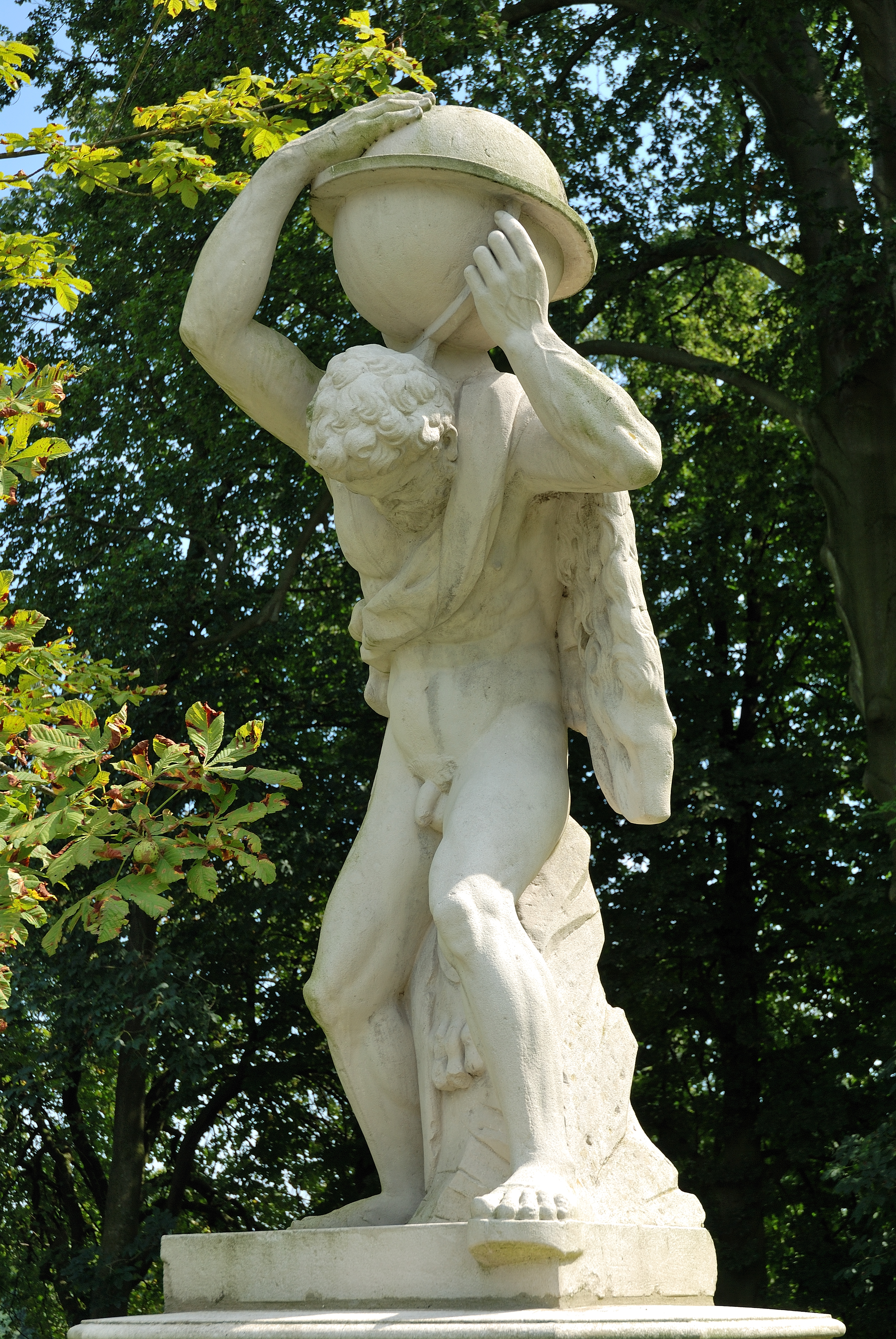
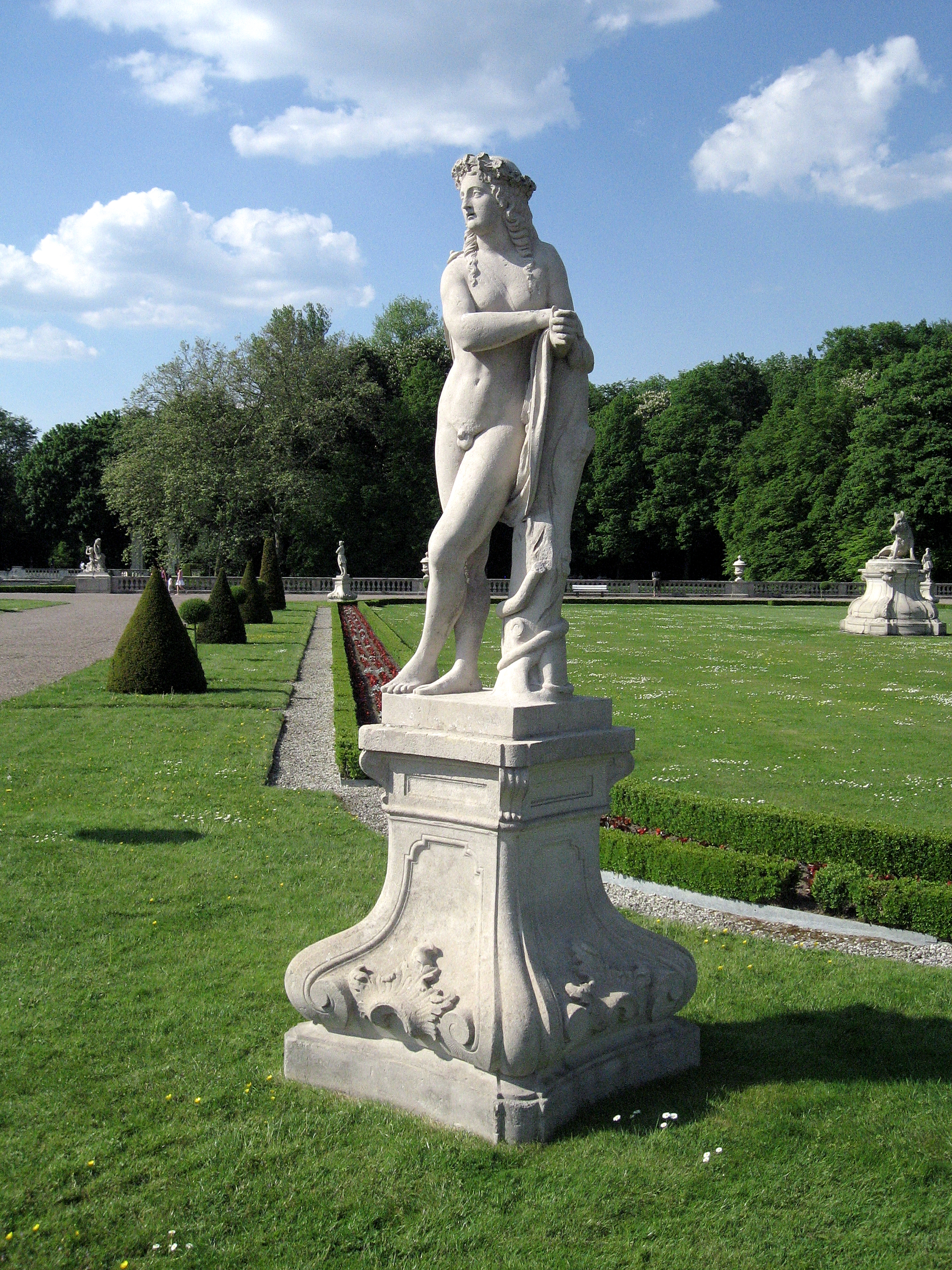
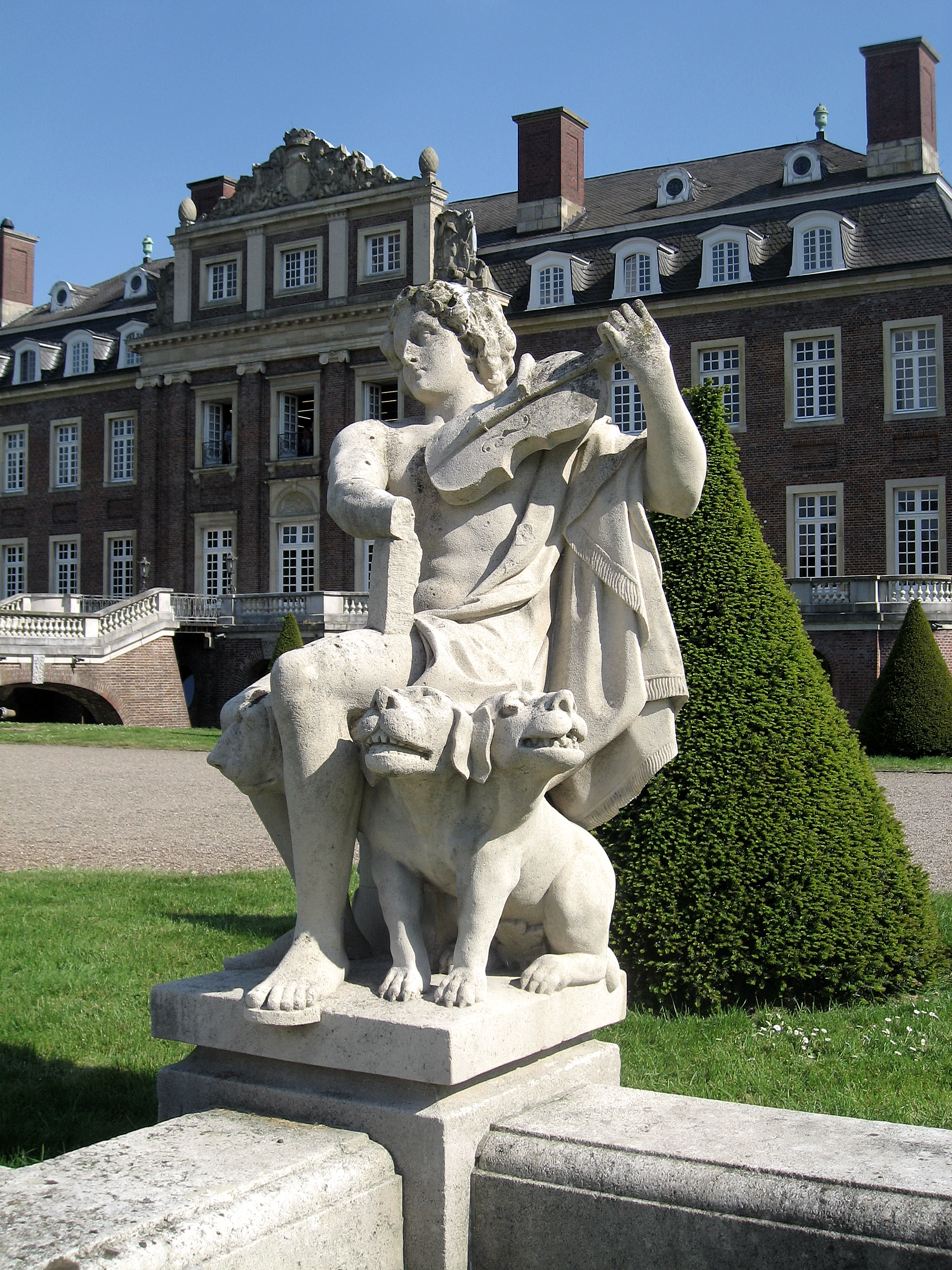
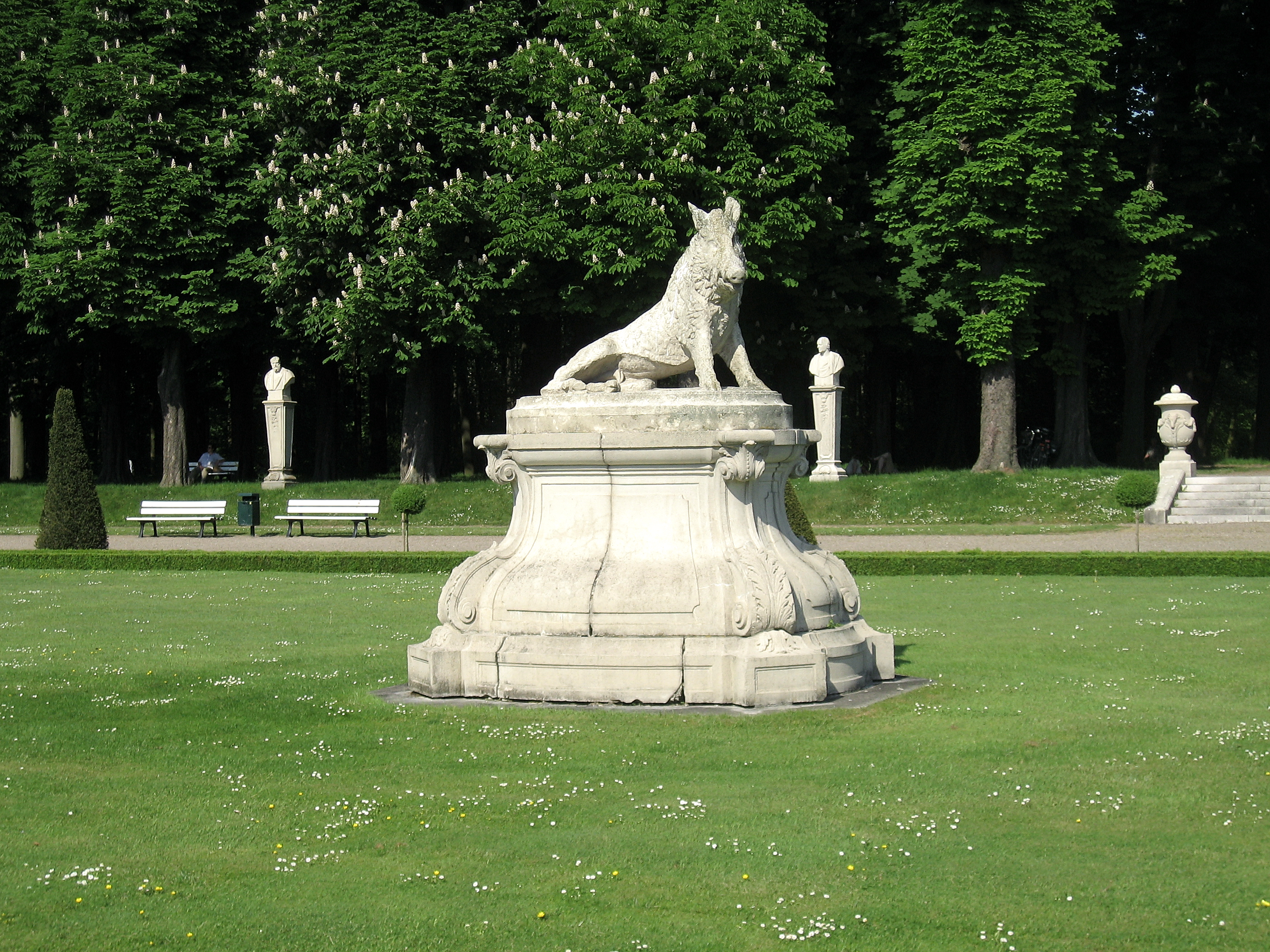
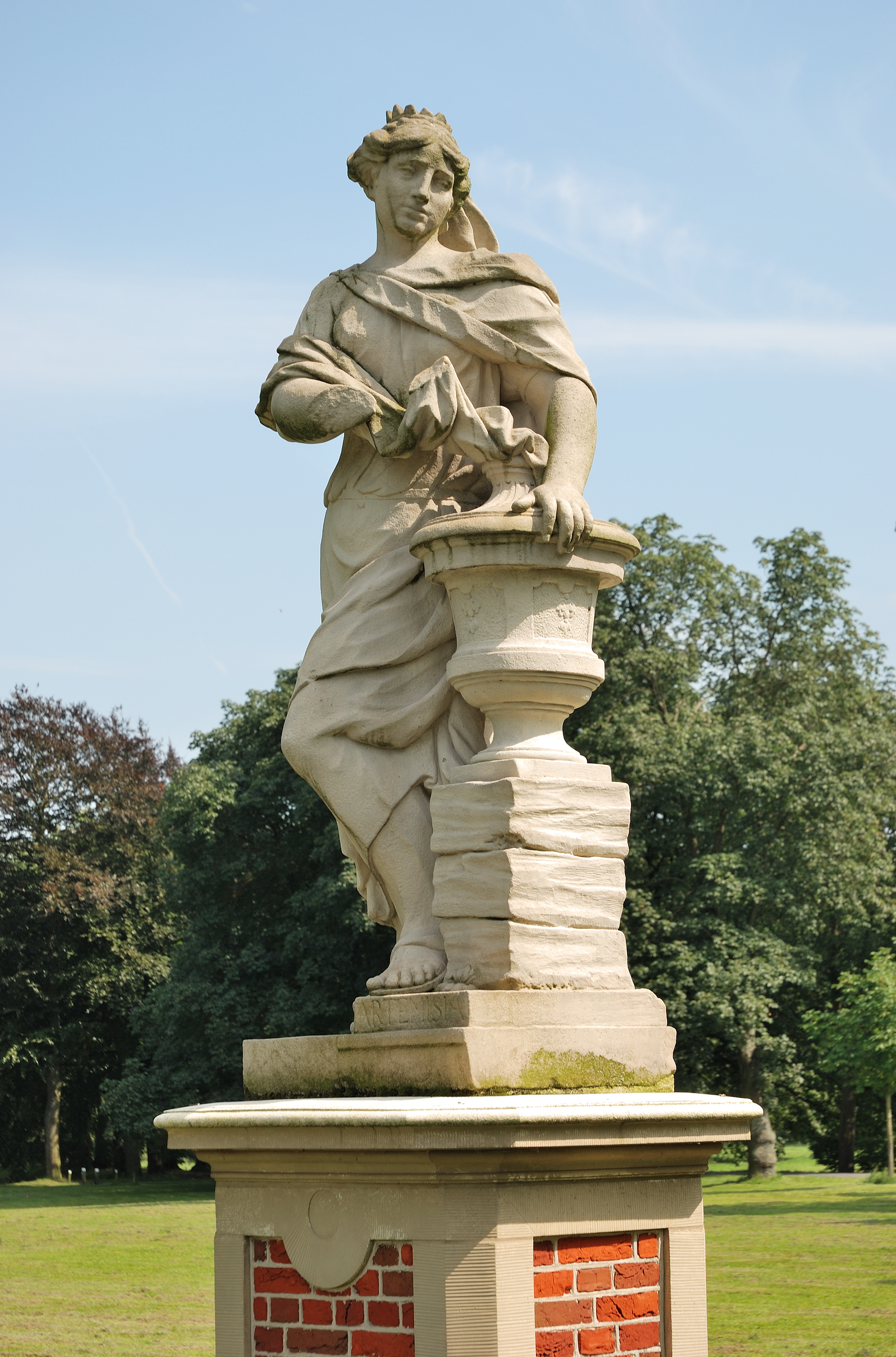
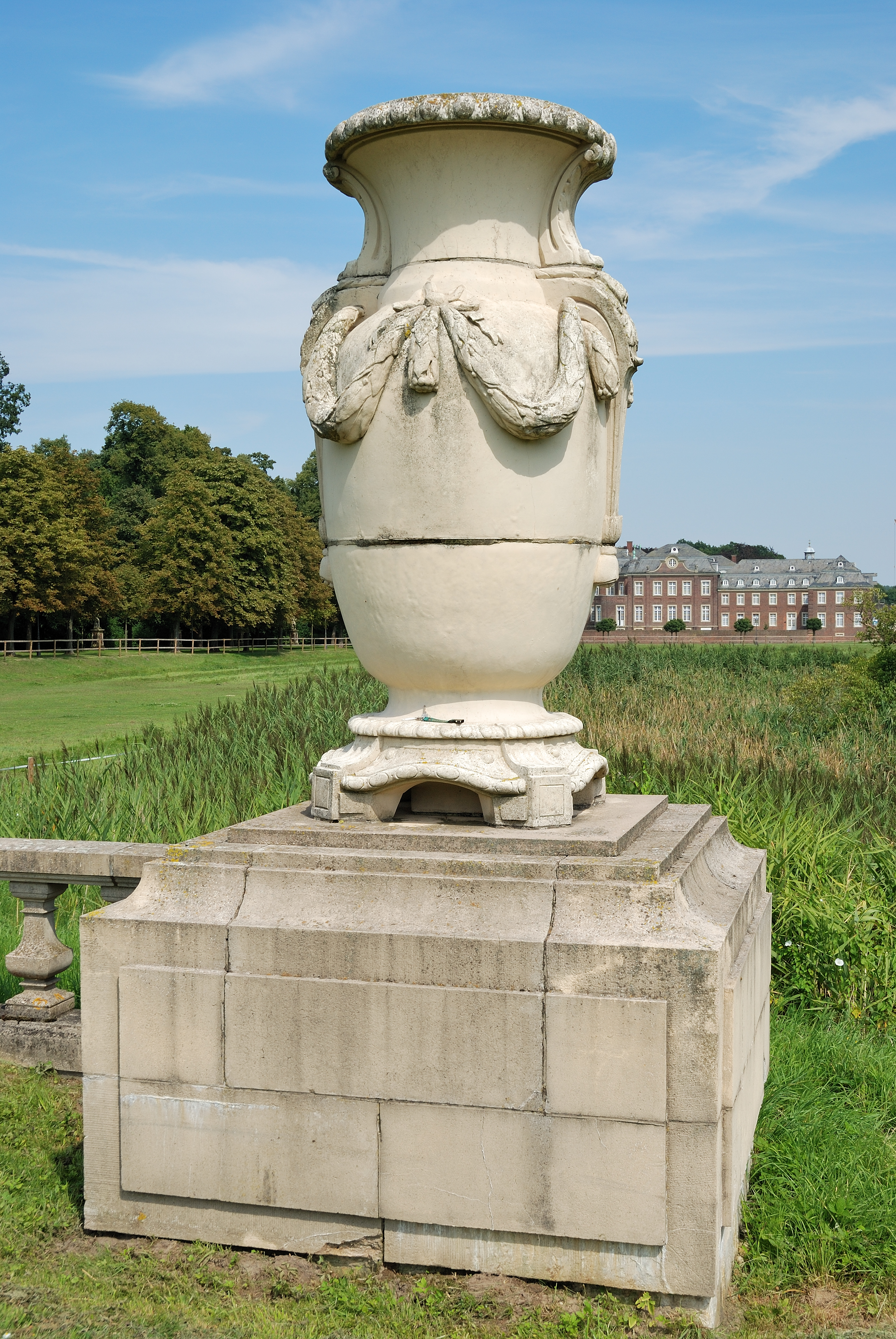
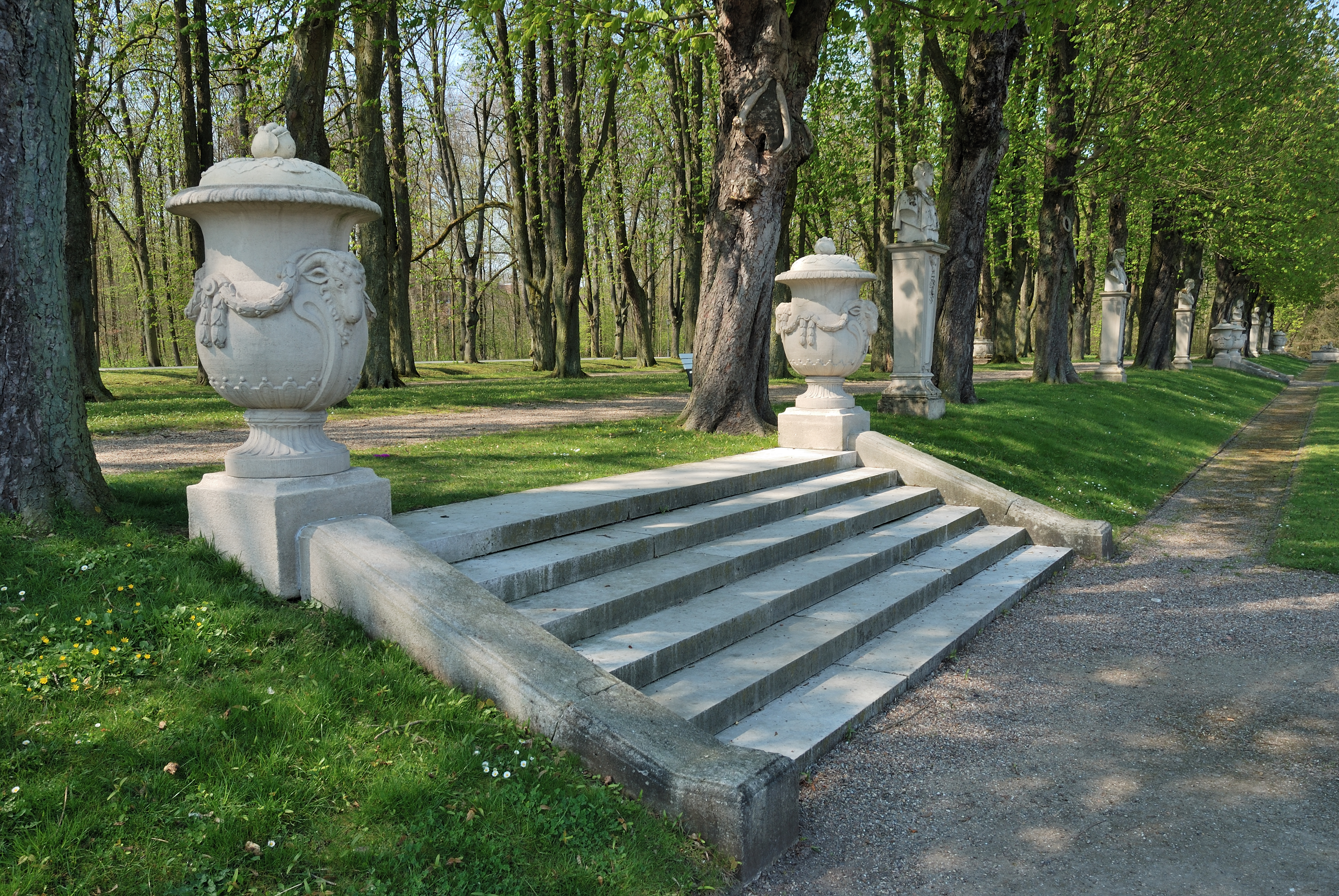